# Взятие на проходе
Взятие на проходе (фр. en passant — на проходе) в шахматах означает специальный ход пешки, при котором она берёт пешку противника, перемещённую с начальной позиции сразу на два поля. При взятии на проходе под боем оказывается не то поле, на котором остановилась вторая пешка, а то, которое было пересечено ею. Первая пешка завершает взятие именно на этом, пересечённом поле, как если бы пешка противника переместилась лишь на одно поле. Взятие возможно только ходом, следующим за продвижением пешки противника .
Подобная ситуация становится возможной только в тех случаях, когда пешка располагается на пятой (для белых пешек) или четвёртой (для чёрных пешек) горизонтали, а поле, которое пересекает пешка противника, находится у неё под боем.
Взять на проходе может только пешка и только пешку.

## История
Правило взятия на проходе было введено в шахматы в XV веке практически одновременно с другим правилом, которое разрешало делать первый ход пешкой сразу на два поля вперёд. Обосновывается это правило просто: пешка не может перемещаться без риска быть взятой, когда поле прохода находится под боем противника.

## Применение в дебюте
|   | a | b | c | d | e | f | g | h |   |
| - | --- | --- | --- | --- | --- | --- | --- | --- | - |
| 8 | a8 чёрная ладья · b8 чёрный конь · c8 чёрный слон · d8 чёрный ферзь · e8 чёрный король · f8 чёрный слон · h8 чёрная ладья · a7 чёрная пешка · b7 чёрная пешка · c7 чёрная пешка · f7 чёрная пешка · g7 чёрная пешка · h7 чёрная пешка · d5 чёрная пешка · e5 белая пешка · d4 белый ферзь · e4 чёрный конь · f3 белый конь · a2 белая пешка · b2 белая пешка · c2 белая пешка · f2 белая пешка · g2 белая пешка · h2 белая пешка · a1 белая ладья · b1 белый конь · c1 белый слон · e1 белый король · f1 белый слон · h1 белая ладья | a8 чёрная ладья · b8 чёрный конь · c8 чёрный слон · d8 чёрный ферзь · e8 чёрный король · f8 чёрный слон · h8 чёрная ладья · a7 чёрная пешка · b7 чёрная пешка · c7 чёрная пешка · f7 чёрная пешка · g7 чёрная пешка · h7 чёрная пешка · d5 чёрная пешка · e5 белая пешка · d4 белый ферзь · e4 чёрный конь · f3 белый конь · a2 белая пешка · b2 белая пешка · c2 белая пешка · f2 белая пешка · g2 белая пешка · h2 белая пешка · a1 белая ладья · b1 белый конь · c1 белый слон · e1 белый король · f1 белый слон · h1 белая ладья | a8 чёрная ладья · b8 чёрный конь · c8 чёрный слон · d8 чёрный ферзь · e8 чёрный король · f8 чёрный слон · h8 чёрная ладья · a7 чёрная пешка · b7 чёрная пешка · c7 чёрная пешка · f7 чёрная пешка · g7 чёрная пешка · h7 чёрная пешка · d5 чёрная пешка · e5 белая пешка · d4 белый ферзь · e4 чёрный конь · f3 белый конь · a2 белая пешка · b2 белая пешка · c2 белая пешка · f2 белая пешка · g2 белая пешка · h2 белая пешка · a1 белая ладья · b1 белый конь · c1 белый слон · e1 белый король · f1 белый слон · h1 белая ладья | a8 чёрная ладья · b8 чёрный конь · c8 чёрный слон · d8 чёрный ферзь · e8 чёрный король · f8 чёрный слон · h8 чёрная ладья · a7 чёрная пешка · b7 чёрная пешка · c7 чёрная пешка · f7 чёрная пешка · g7 чёрная пешка · h7 чёрная пешка · d5 чёрная пешка · e5 белая пешка · d4 белый ферзь · e4 чёрный конь · f3 белый конь · a2 белая пешка · b2 белая пешка · c2 белая пешка · f2 белая пешка · g2 белая пешка · h2 белая пешка · a1 белая ладья · b1 белый конь · c1 белый слон · e1 белый король · f1 белый слон · h1 белая ладья | a8 чёрная ладья · b8 чёрный конь · c8 чёрный слон · d8 чёрный ферзь · e8 чёрный король · f8 чёрный слон · h8 чёрная ладья · a7 чёрная пешка · b7 чёрная пешка · c7 чёрная пешка · f7 чёрная пешка · g7 чёрная пешка · h7 чёрная пешка · d5 чёрная пешка · e5 белая пешка · d4 белый ферзь · e4 чёрный конь · f3 белый конь · a2 белая пешка · b2 белая пешка · c2 белая пешка · f2 белая пешка · g2 белая пешка · h2 белая пешка · a1 белая ладья · b1 белый конь · c1 белый слон · e1 белый король · f1 белый слон · h1 белая ладья | a8 чёрная ладья · b8 чёрный конь · c8 чёрный слон · d8 чёрный ферзь · e8 чёрный король · f8 чёрный слон · h8 чёрная ладья · a7 чёрная пешка · b7 чёрная пешка · c7 чёрная пешка · f7 чёрная пешка · g7 чёрная пешка · h7 чёрная пешка · d5 чёрная пешка · e5 белая пешка · d4 белый ферзь · e4 чёрный конь · f3 белый конь · a2 белая пешка · b2 белая пешка · c2 белая пешка · f2 белая пешка · g2 белая пешка · h2 белая пешка · a1 белая ладья · b1 белый конь · c1 белый слон · e1 белый король · f1 белый слон · h1 белая ладья | a8 чёрная ладья · b8 чёрный конь · c8 чёрный слон · d8 чёрный ферзь · e8 чёрный король · f8 чёрный слон · h8 чёрная ладья · a7 чёрная пешка · b7 чёрная пешка · c7 чёрная пешка · f7 чёрная пешка · g7 чёрная пешка · h7 чёрная пешка · d5 чёрная пешка · e5 белая пешка · d4 белый ферзь · e4 чёрный конь · f3 белый конь · a2 белая пешка · b2 белая пешка · c2 белая пешка · f2 белая пешка · g2 белая пешка · h2 белая пешка · a1 белая ладья · b1 белый конь · c1 белый слон · e1 белый король · f1 белый слон · h1 белая ладья | a8 чёрная ладья · b8 чёрный конь · c8 чёрный слон · d8 чёрный ферзь · e8 чёрный король · f8 чёрный слон · h8 чёрная ладья · a7 чёрная пешка · b7 чёрная пешка · c7 чёрная пешка · f7 чёрная пешка · g7 чёрная пешка · h7 чёрная пешка · d5 чёрная пешка · e5 белая пешка · d4 белый ферзь · e4 чёрный конь · f3 белый конь · a2 белая пешка · b2 белая пешка · c2 белая пешка · f2 белая пешка · g2 белая пешка · h2 белая пешка · a1 белая ладья · b1 белый конь · c1 белый слон · e1 белый король · f1 белый слон · h1 белая ладья | 8 |
| 7 | a8 чёрная ладья · b8 чёрный конь · c8 чёрный слон · d8 чёрный ферзь · e8 чёрный король · f8 чёрный слон · h8 чёрная ладья · a7 чёрная пешка · b7 чёрная пешка · c7 чёрная пешка · f7 чёрная пешка · g7 чёрная пешка · h7 чёрная пешка · d5 чёрная пешка · e5 белая пешка · d4 белый ферзь · e4 чёрный конь · f3 белый конь · a2 белая пешка · b2 белая пешка · c2 белая пешка · f2 белая пешка · g2 белая пешка · h2 белая пешка · a1 белая ладья · b1 белый конь · c1 белый слон · e1 белый король · f1 белый слон · h1 белая ладья | a8 чёрная ладья · b8 чёрный конь · c8 чёрный слон · d8 чёрный ферзь · e8 чёрный король · f8 чёрный слон · h8 чёрная ладья · a7 чёрная пешка · b7 чёрная пешка · c7 чёрная пешка · f7 чёрная пешка · g7 чёрная пешка · h7 чёрная пешка · d5 чёрная пешка · e5 белая пешка · d4 белый ферзь · e4 чёрный конь · f3 белый конь · a2 белая пешка · b2 белая пешка · c2 белая пешка · f2 белая пешка · g2 белая пешка · h2 белая пешка · a1 белая ладья · b1 белый конь · c1 белый слон · e1 белый король · f1 белый слон · h1 белая ладья | a8 чёрная ладья · b8 чёрный конь · c8 чёрный слон · d8 чёрный ферзь · e8 чёрный король · f8 чёрный слон · h8 чёрная ладья · a7 чёрная пешка · b7 чёрная пешка · c7 чёрная пешка · f7 чёрная пешка · g7 чёрная пешка · h7 чёрная пешка · d5 чёрная пешка · e5 белая пешка · d4 белый ферзь · e4 чёрный конь · f3 белый конь · a2 белая пешка · b2 белая пешка · c2 белая пешка · f2 белая пешка · g2 белая пешка · h2 белая пешка · a1 белая ладья · b1 белый конь · c1 белый слон · e1 белый король · f1 белый слон · h1 белая ладья | a8 чёрная ладья · b8 чёрный конь · c8 чёрный слон · d8 чёрный ферзь · e8 чёрный король · f8 чёрный слон · h8 чёрная ладья · a7 чёрная пешка · b7 чёрная пешка · c7 чёрная пешка · f7 чёрная пешка · g7 чёрная пешка · h7 чёрная пешка · d5 чёрная пешка · e5 белая пешка · d4 белый ферзь · e4 чёрный конь · f3 белый конь · a2 белая пешка · b2 белая пешка · c2 белая пешка · f2 белая пешка · g2 белая пешка · h2 белая пешка · a1 белая ладья · b1 белый конь · c1 белый слон · e1 белый король · f1 белый слон · h1 белая ладья | a8 чёрная ладья · b8 чёрный конь · c8 чёрный слон · d8 чёрный ферзь · e8 чёрный король · f8 чёрный слон · h8 чёрная ладья · a7 чёрная пешка · b7 чёрная пешка · c7 чёрная пешка · f7 чёрная пешка · g7 чёрная пешка · h7 чёрная пешка · d5 чёрная пешка · e5 белая пешка · d4 белый ферзь · e4 чёрный конь · f3 белый конь · a2 белая пешка · b2 белая пешка · c2 белая пешка · f2 белая пешка · g2 белая пешка · h2 белая пешка · a1 белая ладья · b1 белый конь · c1 белый слон · e1 белый король · f1 белый слон · h1 белая ладья | a8 чёрная ладья · b8 чёрный конь · c8 чёрный слон · d8 чёрный ферзь · e8 чёрный король · f8 чёрный слон · h8 чёрная ладья · a7 чёрная пешка · b7 чёрная пешка · c7 чёрная пешка · f7 чёрная пешка · g7 чёрная пешка · h7 чёрная пешка · d5 чёрная пешка · e5 белая пешка · d4 белый ферзь · e4 чёрный конь · f3 белый конь · a2 белая пешка · b2 белая пешка · c2 белая пешка · f2 белая пешка · g2 белая пешка · h2 белая пешка · a1 белая ладья · b1 белый конь · c1 белый слон · e1 белый король · f1 белый слон · h1 белая ладья | a8 чёрная ладья · b8 чёрный конь · c8 чёрный слон · d8 чёрный ферзь · e8 чёрный король · f8 чёрный слон · h8 чёрная ладья · a7 чёрная пешка · b7 чёрная пешка · c7 чёрная пешка · f7 чёрная пешка · g7 чёрная пешка · h7 чёрная пешка · d5 чёрная пешка · e5 белая пешка · d4 белый ферзь · e4 чёрный конь · f3 белый конь · a2 белая пешка · b2 белая пешка · c2 белая пешка · f2 белая пешка · g2 белая пешка · h2 белая пешка · a1 белая ладья · b1 белый конь · c1 белый слон · e1 белый король · f1 белый слон · h1 белая ладья | a8 чёрная ладья · b8 чёрный конь · c8 чёрный слон · d8 чёрный ферзь · e8 чёрный король · f8 чёрный слон · h8 чёрная ладья · a7 чёрная пешка · b7 чёрная пешка · c7 чёрная пешка · f7 чёрная пешка · g7 чёрная пешка · h7 чёрная пешка · d5 чёрная пешка · e5 белая пешка · d4 белый ферзь · e4 чёрный конь · f3 белый конь · a2 белая пешка · b2 белая пешка · c2 белая пешка · f2 белая пешка · g2 белая пешка · h2 белая пешка · a1 белая ладья · b1 белый конь · c1 белый слон · e1 белый король · f1 белый слон · h1 белая ладья | 7 |
| 6 | a8 чёрная ладья · b8 чёрный конь · c8 чёрный слон · d8 чёрный ферзь · e8 чёрный король · f8 чёрный слон · h8 чёрная ладья · a7 чёрная пешка · b7 чёрная пешка · c7 чёрная пешка · f7 чёрная пешка · g7 чёрная пешка · h7 чёрная пешка · d5 чёрная пешка · e5 белая пешка · d4 белый ферзь · e4 чёрный конь · f3 белый конь · a2 белая пешка · b2 белая пешка · c2 белая пешка · f2 белая пешка · g2 белая пешка · h2 белая пешка · a1 белая ладья · b1 белый конь · c1 белый слон · e1 белый король · f1 белый слон · h1 белая ладья | a8 чёрная ладья · b8 чёрный конь · c8 чёрный слон · d8 чёрный ферзь · e8 чёрный король · f8 чёрный слон · h8 чёрная ладья · a7 чёрная пешка · b7 чёрная пешка · c7 чёрная пешка · f7 чёрная пешка · g7 чёрная пешка · h7 чёрная пешка · d5 чёрная пешка · e5 белая пешка · d4 белый ферзь · e4 чёрный конь · f3 белый конь · a2 белая пешка · b2 белая пешка · c2 белая пешка · f2 белая пешка · g2 белая пешка · h2 белая пешка · a1 белая ладья · b1 белый конь · c1 белый слон · e1 белый король · f1 белый слон · h1 белая ладья | a8 чёрная ладья · b8 чёрный конь · c8 чёрный слон · d8 чёрный ферзь · e8 чёрный король · f8 чёрный слон · h8 чёрная ладья · a7 чёрная пешка · b7 чёрная пешка · c7 чёрная пешка · f7 чёрная пешка · g7 чёрная пешка · h7 чёрная пешка · d5 чёрная пешка · e5 белая пешка · d4 белый ферзь · e4 чёрный конь · f3 белый конь · a2 белая пешка · b2 белая пешка · c2 белая пешка · f2 белая пешка · g2 белая пешка · h2 белая пешка · a1 белая ладья · b1 белый конь · c1 белый слон · e1 белый король · f1 белый слон · h1 белая ладья | a8 чёрная ладья · b8 чёрный конь · c8 чёрный слон · d8 чёрный ферзь · e8 чёрный король · f8 чёрный слон · h8 чёрная ладья · a7 чёрная пешка · b7 чёрная пешка · c7 чёрная пешка · f7 чёрная пешка · g7 чёрная пешка · h7 чёрная пешка · d5 чёрная пешка · e5 белая пешка · d4 белый ферзь · e4 чёрный конь · f3 белый конь · a2 белая пешка · b2 белая пешка · c2 белая пешка · f2 белая пешка · g2 белая пешка · h2 белая пешка · a1 белая ладья · b1 белый конь · c1 белый слон · e1 белый король · f1 белый слон · h1 белая ладья | a8 чёрная ладья · b8 чёрный конь · c8 чёрный слон · d8 чёрный ферзь · e8 чёрный король · f8 чёрный слон · h8 чёрная ладья · a7 чёрная пешка · b7 чёрная пешка · c7 чёрная пешка · f7 чёрная пешка · g7 чёрная пешка · h7 чёрная пешка · d5 чёрная пешка · e5 белая пешка · d4 белый ферзь · e4 чёрный конь · f3 белый конь · a2 белая пешка · b2 белая пешка · c2 белая пешка · f2 белая пешка · g2 белая пешка · h2 белая пешка · a1 белая ладья · b1 белый конь · c1 белый слон · e1 белый король · f1 белый слон · h1 белая ладья | a8 чёрная ладья · b8 чёрный конь · c8 чёрный слон · d8 чёрный ферзь · e8 чёрный король · f8 чёрный слон · h8 чёрная ладья · a7 чёрная пешка · b7 чёрная пешка · c7 чёрная пешка · f7 чёрная пешка · g7 чёрная пешка · h7 чёрная пешка · d5 чёрная пешка · e5 белая пешка · d4 белый ферзь · e4 чёрный конь · f3 белый конь · a2 белая пешка · b2 белая пешка · c2 белая пешка · f2 белая пешка · g2 белая пешка · h2 белая пешка · a1 белая ладья · b1 белый конь · c1 белый слон · e1 белый король · f1 белый слон · h1 белая ладья | a8 чёрная ладья · b8 чёрный конь · c8 чёрный слон · d8 чёрный ферзь · e8 чёрный король · f8 чёрный слон · h8 чёрная ладья · a7 чёрная пешка · b7 чёрная пешка · c7 чёрная пешка · f7 чёрная пешка · g7 чёрная пешка · h7 чёрная пешка · d5 чёрная пешка · e5 белая пешка · d4 белый ферзь · e4 чёрный конь · f3 белый конь · a2 белая пешка · b2 белая пешка · c2 белая пешка · f2 белая пешка · g2 белая пешка · h2 белая пешка · a1 белая ладья · b1 белый конь · c1 белый слон · e1 белый король · f1 белый слон · h1 белая ладья | a8 чёрная ладья · b8 чёрный конь · c8 чёрный слон · d8 чёрный ферзь · e8 чёрный король · f8 чёрный слон · h8 чёрная ладья · a7 чёрная пешка · b7 чёрная пешка · c7 чёрная пешка · f7 чёрная пешка · g7 чёрная пешка · h7 чёрная пешка · d5 чёрная пешка · e5 белая пешка · d4 белый ферзь · e4 чёрный конь · f3 белый конь · a2 белая пешка · b2 белая пешка · c2 белая пешка · f2 белая пешка · g2 белая пешка · h2 белая пешка · a1 белая ладья · b1 белый конь · c1 белый слон · e1 белый король · f1 белый слон · h1 белая ладья | 6 |
| 5 | a8 чёрная ладья · b8 чёрный конь · c8 чёрный слон · d8 чёрный ферзь · e8 чёрный король · f8 чёрный слон · h8 чёрная ладья · a7 чёрная пешка · b7 чёрная пешка · c7 чёрная пешка · f7 чёрная пешка · g7 чёрная пешка · h7 чёрная пешка · d5 чёрная пешка · e5 белая пешка · d4 белый ферзь · e4 чёрный конь · f3 белый конь · a2 белая пешка · b2 белая пешка · c2 белая пешка · f2 белая пешка · g2 белая пешка · h2 белая пешка · a1 белая ладья · b1 белый конь · c1 белый слон · e1 белый король · f1 белый слон · h1 белая ладья | a8 чёрная ладья · b8 чёрный конь · c8 чёрный слон · d8 чёрный ферзь · e8 чёрный король · f8 чёрный слон · h8 чёрная ладья · a7 чёрная пешка · b7 чёрная пешка · c7 чёрная пешка · f7 чёрная пешка · g7 чёрная пешка · h7 чёрная пешка · d5 чёрная пешка · e5 белая пешка · d4 белый ферзь · e4 чёрный конь · f3 белый конь · a2 белая пешка · b2 белая пешка · c2 белая пешка · f2 белая пешка · g2 белая пешка · h2 белая пешка · a1 белая ладья · b1 белый конь · c1 белый слон · e1 белый король · f1 белый слон · h1 белая ладья | a8 чёрная ладья · b8 чёрный конь · c8 чёрный слон · d8 чёрный ферзь · e8 чёрный король · f8 чёрный слон · h8 чёрная ладья · a7 чёрная пешка · b7 чёрная пешка · c7 чёрная пешка · f7 чёрная пешка · g7 чёрная пешка · h7 чёрная пешка · d5 чёрная пешка · e5 белая пешка · d4 белый ферзь · e4 чёрный конь · f3 белый конь · a2 белая пешка · b2 белая пешка · c2 белая пешка · f2 белая пешка · g2 белая пешка · h2 белая пешка · a1 белая ладья · b1 белый конь · c1 белый слон · e1 белый король · f1 белый слон · h1 белая ладья | a8 чёрная ладья · b8 чёрный конь · c8 чёрный слон · d8 чёрный ферзь · e8 чёрный король · f8 чёрный слон · h8 чёрная ладья · a7 чёрная пешка · b7 чёрная пешка · c7 чёрная пешка · f7 чёрная пешка · g7 чёрная пешка · h7 чёрная пешка · d5 чёрная пешка · e5 белая пешка · d4 белый ферзь · e4 чёрный конь · f3 белый конь · a2 белая пешка · b2 белая пешка · c2 белая пешка · f2 белая пешка · g2 белая пешка · h2 белая пешка · a1 белая ладья · b1 белый конь · c1 белый слон · e1 белый король · f1 белый слон · h1 белая ладья | a8 чёрная ладья · b8 чёрный конь · c8 чёрный слон · d8 чёрный ферзь · e8 чёрный король · f8 чёрный слон · h8 чёрная ладья · a7 чёрная пешка · b7 чёрная пешка · c7 чёрная пешка · f7 чёрная пешка · g7 чёрная пешка · h7 чёрная пешка · d5 чёрная пешка · e5 белая пешка · d4 белый ферзь · e4 чёрный конь · f3 белый конь · a2 белая пешка · b2 белая пешка · c2 белая пешка · f2 белая пешка · g2 белая пешка · h2 белая пешка · a1 белая ладья · b1 белый конь · c1 белый слон · e1 белый король · f1 белый слон · h1 белая ладья | a8 чёрная ладья · b8 чёрный конь · c8 чёрный слон · d8 чёрный ферзь · e8 чёрный король · f8 чёрный слон · h8 чёрная ладья · a7 чёрная пешка · b7 чёрная пешка · c7 чёрная пешка · f7 чёрная пешка · g7 чёрная пешка · h7 чёрная пешка · d5 чёрная пешка · e5 белая пешка · d4 белый ферзь · e4 чёрный конь · f3 белый конь · a2 белая пешка · b2 белая пешка · c2 белая пешка · f2 белая пешка · g2 белая пешка · h2 белая пешка · a1 белая ладья · b1 белый конь · c1 белый слон · e1 белый король · f1 белый слон · h1 белая ладья | a8 чёрная ладья · b8 чёрный конь · c8 чёрный слон · d8 чёрный ферзь · e8 чёрный король · f8 чёрный слон · h8 чёрная ладья · a7 чёрная пешка · b7 чёрная пешка · c7 чёрная пешка · f7 чёрная пешка · g7 чёрная пешка · h7 чёрная пешка · d5 чёрная пешка · e5 белая пешка · d4 белый ферзь · e4 чёрный конь · f3 белый конь · a2 белая пешка · b2 белая пешка · c2 белая пешка · f2 белая пешка · g2 белая пешка · h2 белая пешка · a1 белая ладья · b1 белый конь · c1 белый слон · e1 белый король · f1 белый слон · h1 белая ладья | a8 чёрная ладья · b8 чёрный конь · c8 чёрный слон · d8 чёрный ферзь · e8 чёрный король · f8 чёрный слон · h8 чёрная ладья · a7 чёрная пешка · b7 чёрная пешка · c7 чёрная пешка · f7 чёрная пешка · g7 чёрная пешка · h7 чёрная пешка · d5 чёрная пешка · e5 белая пешка · d4 белый ферзь · e4 чёрный конь · f3 белый конь · a2 белая пешка · b2 белая пешка · c2 белая пешка · f2 белая пешка · g2 белая пешка · h2 белая пешка · a1 белая ладья · b1 белый конь · c1 белый слон · e1 белый король · f1 белый слон · h1 белая ладья | 5 |
| 4 | a8 чёрная ладья · b8 чёрный конь · c8 чёрный слон · d8 чёрный ферзь · e8 чёрный король · f8 чёрный слон · h8 чёрная ладья · a7 чёрная пешка · b7 чёрная пешка · c7 чёрная пешка · f7 чёрная пешка · g7 чёрная пешка · h7 чёрная пешка · d5 чёрная пешка · e5 белая пешка · d4 белый ферзь · e4 чёрный конь · f3 белый конь · a2 белая пешка · b2 белая пешка · c2 белая пешка · f2 белая пешка · g2 белая пешка · h2 белая пешка · a1 белая ладья · b1 белый конь · c1 белый слон · e1 белый король · f1 белый слон · h1 белая ладья | a8 чёрная ладья · b8 чёрный конь · c8 чёрный слон · d8 чёрный ферзь · e8 чёрный король · f8 чёрный слон · h8 чёрная ладья · a7 чёрная пешка · b7 чёрная пешка · c7 чёрная пешка · f7 чёрная пешка · g7 чёрная пешка · h7 чёрная пешка · d5 чёрная пешка · e5 белая пешка · d4 белый ферзь · e4 чёрный конь · f3 белый конь · a2 белая пешка · b2 белая пешка · c2 белая пешка · f2 белая пешка · g2 белая пешка · h2 белая пешка · a1 белая ладья · b1 белый конь · c1 белый слон · e1 белый король · f1 белый слон · h1 белая ладья | a8 чёрная ладья · b8 чёрный конь · c8 чёрный слон · d8 чёрный ферзь · e8 чёрный король · f8 чёрный слон · h8 чёрная ладья · a7 чёрная пешка · b7 чёрная пешка · c7 чёрная пешка · f7 чёрная пешка · g7 чёрная пешка · h7 чёрная пешка · d5 чёрная пешка · e5 белая пешка · d4 белый ферзь · e4 чёрный конь · f3 белый конь · a2 белая пешка · b2 белая пешка · c2 белая пешка · f2 белая пешка · g2 белая пешка · h2 белая пешка · a1 белая ладья · b1 белый конь · c1 белый слон · e1 белый король · f1 белый слон · h1 белая ладья | a8 чёрная ладья · b8 чёрный конь · c8 чёрный слон · d8 чёрный ферзь · e8 чёрный король · f8 чёрный слон · h8 чёрная ладья · a7 чёрная пешка · b7 чёрная пешка · c7 чёрная пешка · f7 чёрная пешка · g7 чёрная пешка · h7 чёрная пешка · d5 чёрная пешка · e5 белая пешка · d4 белый ферзь · e4 чёрный конь · f3 белый конь · a2 белая пешка · b2 белая пешка · c2 белая пешка · f2 белая пешка · g2 белая пешка · h2 белая пешка · a1 белая ладья · b1 белый конь · c1 белый слон · e1 белый король · f1 белый слон · h1 белая ладья | a8 чёрная ладья · b8 чёрный конь · c8 чёрный слон · d8 чёрный ферзь · e8 чёрный король · f8 чёрный слон · h8 чёрная ладья · a7 чёрная пешка · b7 чёрная пешка · c7 чёрная пешка · f7 чёрная пешка · g7 чёрная пешка · h7 чёрная пешка · d5 чёрная пешка · e5 белая пешка · d4 белый ферзь · e4 чёрный конь · f3 белый конь · a2 белая пешка · b2 белая пешка · c2 белая пешка · f2 белая пешка · g2 белая пешка · h2 белая пешка · a1 белая ладья · b1 белый конь · c1 белый слон · e1 белый король · f1 белый слон · h1 белая ладья | a8 чёрная ладья · b8 чёрный конь · c8 чёрный слон · d8 чёрный ферзь · e8 чёрный король · f8 чёрный слон · h8 чёрная ладья · a7 чёрная пешка · b7 чёрная пешка · c7 чёрная пешка · f7 чёрная пешка · g7 чёрная пешка · h7 чёрная пешка · d5 чёрная пешка · e5 белая пешка · d4 белый ферзь · e4 чёрный конь · f3 белый конь · a2 белая пешка · b2 белая пешка · c2 белая пешка · f2 белая пешка · g2 белая пешка · h2 белая пешка · a1 белая ладья · b1 белый конь · c1 белый слон · e1 белый король · f1 белый слон · h1 белая ладья | a8 чёрная ладья · b8 чёрный конь · c8 чёрный слон · d8 чёрный ферзь · e8 чёрный король · f8 чёрный слон · h8 чёрная ладья · a7 чёрная пешка · b7 чёрная пешка · c7 чёрная пешка · f7 чёрная пешка · g7 чёрная пешка · h7 чёрная пешка · d5 чёрная пешка · e5 белая пешка · d4 белый ферзь · e4 чёрный конь · f3 белый конь · a2 белая пешка · b2 белая пешка · c2 белая пешка · f2 белая пешка · g2 белая пешка · h2 белая пешка · a1 белая ладья · b1 белый конь · c1 белый слон · e1 белый король · f1 белый слон · h1 белая ладья | a8 чёрная ладья · b8 чёрный конь · c8 чёрный слон · d8 чёрный ферзь · e8 чёрный король · f8 чёрный слон · h8 чёрная ладья · a7 чёрная пешка · b7 чёрная пешка · c7 чёрная пешка · f7 чёрная пешка · g7 чёрная пешка · h7 чёрная пешка · d5 чёрная пешка · e5 белая пешка · d4 белый ферзь · e4 чёрный конь · f3 белый конь · a2 белая пешка · b2 белая пешка · c2 белая пешка · f2 белая пешка · g2 белая пешка · h2 белая пешка · a1 белая ладья · b1 белый конь · c1 белый слон · e1 белый король · f1 белый слон · h1 белая ладья | 4 |
| 3 | a8 чёрная ладья · b8 чёрный конь · c8 чёрный слон · d8 чёрный ферзь · e8 чёрный король · f8 чёрный слон · h8 чёрная ладья · a7 чёрная пешка · b7 чёрная пешка · c7 чёрная пешка · f7 чёрная пешка · g7 чёрная пешка · h7 чёрная пешка · d5 чёрная пешка · e5 белая пешка · d4 белый ферзь · e4 чёрный конь · f3 белый конь · a2 белая пешка · b2 белая пешка · c2 белая пешка · f2 белая пешка · g2 белая пешка · h2 белая пешка · a1 белая ладья · b1 белый конь · c1 белый слон · e1 белый король · f1 белый слон · h1 белая ладья | a8 чёрная ладья · b8 чёрный конь · c8 чёрный слон · d8 чёрный ферзь · e8 чёрный король · f8 чёрный слон · h8 чёрная ладья · a7 чёрная пешка · b7 чёрная пешка · c7 чёрная пешка · f7 чёрная пешка · g7 чёрная пешка · h7 чёрная пешка · d5 чёрная пешка · e5 белая пешка · d4 белый ферзь · e4 чёрный конь · f3 белый конь · a2 белая пешка · b2 белая пешка · c2 белая пешка · f2 белая пешка · g2 белая пешка · h2 белая пешка · a1 белая ладья · b1 белый конь · c1 белый слон · e1 белый король · f1 белый слон · h1 белая ладья | a8 чёрная ладья · b8 чёрный конь · c8 чёрный слон · d8 чёрный ферзь · e8 чёрный король · f8 чёрный слон · h8 чёрная ладья · a7 чёрная пешка · b7 чёрная пешка · c7 чёрная пешка · f7 чёрная пешка · g7 чёрная пешка · h7 чёрная пешка · d5 чёрная пешка · e5 белая пешка · d4 белый ферзь · e4 чёрный конь · f3 белый конь · a2 белая пешка · b2 белая пешка · c2 белая пешка · f2 белая пешка · g2 белая пешка · h2 белая пешка · a1 белая ладья · b1 белый конь · c1 белый слон · e1 белый король · f1 белый слон · h1 белая ладья | a8 чёрная ладья · b8 чёрный конь · c8 чёрный слон · d8 чёрный ферзь · e8 чёрный король · f8 чёрный слон · h8 чёрная ладья · a7 чёрная пешка · b7 чёрная пешка · c7 чёрная пешка · f7 чёрная пешка · g7 чёрная пешка · h7 чёрная пешка · d5 чёрная пешка · e5 белая пешка · d4 белый ферзь · e4 чёрный конь · f3 белый конь · a2 белая пешка · b2 белая пешка · c2 белая пешка · f2 белая пешка · g2 белая пешка · h2 белая пешка · a1 белая ладья · b1 белый конь · c1 белый слон · e1 белый король · f1 белый слон · h1 белая ладья | a8 чёрная ладья · b8 чёрный конь · c8 чёрный слон · d8 чёрный ферзь · e8 чёрный король · f8 чёрный слон · h8 чёрная ладья · a7 чёрная пешка · b7 чёрная пешка · c7 чёрная пешка · f7 чёрная пешка · g7 чёрная пешка · h7 чёрная пешка · d5 чёрная пешка · e5 белая пешка · d4 белый ферзь · e4 чёрный конь · f3 белый конь · a2 белая пешка · b2 белая пешка · c2 белая пешка · f2 белая пешка · g2 белая пешка · h2 белая пешка · a1 белая ладья · b1 белый конь · c1 белый слон · e1 белый король · f1 белый слон · h1 белая ладья | a8 чёрная ладья · b8 чёрный конь · c8 чёрный слон · d8 чёрный ферзь · e8 чёрный король · f8 чёрный слон · h8 чёрная ладья · a7 чёрная пешка · b7 чёрная пешка · c7 чёрная пешка · f7 чёрная пешка · g7 чёрная пешка · h7 чёрная пешка · d5 чёрная пешка · e5 белая пешка · d4 белый ферзь · e4 чёрный конь · f3 белый конь · a2 белая пешка · b2 белая пешка · c2 белая пешка · f2 белая пешка · g2 белая пешка · h2 белая пешка · a1 белая ладья · b1 белый конь · c1 белый слон · e1 белый король · f1 белый слон · h1 белая ладья | a8 чёрная ладья · b8 чёрный конь · c8 чёрный слон · d8 чёрный ферзь · e8 чёрный король · f8 чёрный слон · h8 чёрная ладья · a7 чёрная пешка · b7 чёрная пешка · c7 чёрная пешка · f7 чёрная пешка · g7 чёрная пешка · h7 чёрная пешка · d5 чёрная пешка · e5 белая пешка · d4 белый ферзь · e4 чёрный конь · f3 белый конь · a2 белая пешка · b2 белая пешка · c2 белая пешка · f2 белая пешка · g2 белая пешка · h2 белая пешка · a1 белая ладья · b1 белый конь · c1 белый слон · e1 белый король · f1 белый слон · h1 белая ладья | a8 чёрная ладья · b8 чёрный конь · c8 чёрный слон · d8 чёрный ферзь · e8 чёрный король · f8 чёрный слон · h8 чёрная ладья · a7 чёрная пешка · b7 чёрная пешка · c7 чёрная пешка · f7 чёрная пешка · g7 чёрная пешка · h7 чёрная пешка · d5 чёрная пешка · e5 белая пешка · d4 белый ферзь · e4 чёрный конь · f3 белый конь · a2 белая пешка · b2 белая пешка · c2 белая пешка · f2 белая пешка · g2 белая пешка · h2 белая пешка · a1 белая ладья · b1 белый конь · c1 белый слон · e1 белый король · f1 белый слон · h1 белая ладья | 3 |
| 2 | a8 чёрная ладья · b8 чёрный конь · c8 чёрный слон · d8 чёрный ферзь · e8 чёрный король · f8 чёрный слон · h8 чёрная ладья · a7 чёрная пешка · b7 чёрная пешка · c7 чёрная пешка · f7 чёрная пешка · g7 чёрная пешка · h7 чёрная пешка · d5 чёрная пешка · e5 белая пешка · d4 белый ферзь · e4 чёрный конь · f3 белый конь · a2 белая пешка · b2 белая пешка · c2 белая пешка · f2 белая пешка · g2 белая пешка · h2 белая пешка · a1 белая ладья · b1 белый конь · c1 белый слон · e1 белый король · f1 белый слон · h1 белая ладья | a8 чёрная ладья · b8 чёрный конь · c8 чёрный слон · d8 чёрный ферзь · e8 чёрный король · f8 чёрный слон · h8 чёрная ладья · a7 чёрная пешка · b7 чёрная пешка · c7 чёрная пешка · f7 чёрная пешка · g7 чёрная пешка · h7 чёрная пешка · d5 чёрная пешка · e5 белая пешка · d4 белый ферзь · e4 чёрный конь · f3 белый конь · a2 белая пешка · b2 белая пешка · c2 белая пешка · f2 белая пешка · g2 белая пешка · h2 белая пешка · a1 белая ладья · b1 белый конь · c1 белый слон · e1 белый король · f1 белый слон · h1 белая ладья | a8 чёрная ладья · b8 чёрный конь · c8 чёрный слон · d8 чёрный ферзь · e8 чёрный король · f8 чёрный слон · h8 чёрная ладья · a7 чёрная пешка · b7 чёрная пешка · c7 чёрная пешка · f7 чёрная пешка · g7 чёрная пешка · h7 чёрная пешка · d5 чёрная пешка · e5 белая пешка · d4 белый ферзь · e4 чёрный конь · f3 белый конь · a2 белая пешка · b2 белая пешка · c2 белая пешка · f2 белая пешка · g2 белая пешка · h2 белая пешка · a1 белая ладья · b1 белый конь · c1 белый слон · e1 белый король · f1 белый слон · h1 белая ладья | a8 чёрная ладья · b8 чёрный конь · c8 чёрный слон · d8 чёрный ферзь · e8 чёрный король · f8 чёрный слон · h8 чёрная ладья · a7 чёрная пешка · b7 чёрная пешка · c7 чёрная пешка · f7 чёрная пешка · g7 чёрная пешка · h7 чёрная пешка · d5 чёрная пешка · e5 белая пешка · d4 белый ферзь · e4 чёрный конь · f3 белый конь · a2 белая пешка · b2 белая пешка · c2 белая пешка · f2 белая пешка · g2 белая пешка · h2 белая пешка · a1 белая ладья · b1 белый конь · c1 белый слон · e1 белый король · f1 белый слон · h1 белая ладья | a8 чёрная ладья · b8 чёрный конь · c8 чёрный слон · d8 чёрный ферзь · e8 чёрный король · f8 чёрный слон · h8 чёрная ладья · a7 чёрная пешка · b7 чёрная пешка · c7 чёрная пешка · f7 чёрная пешка · g7 чёрная пешка · h7 чёрная пешка · d5 чёрная пешка · e5 белая пешка · d4 белый ферзь · e4 чёрный конь · f3 белый конь · a2 белая пешка · b2 белая пешка · c2 белая пешка · f2 белая пешка · g2 белая пешка · h2 белая пешка · a1 белая ладья · b1 белый конь · c1 белый слон · e1 белый король · f1 белый слон · h1 белая ладья | a8 чёрная ладья · b8 чёрный конь · c8 чёрный слон · d8 чёрный ферзь · e8 чёрный король · f8 чёрный слон · h8 чёрная ладья · a7 чёрная пешка · b7 чёрная пешка · c7 чёрная пешка · f7 чёрная пешка · g7 чёрная пешка · h7 чёрная пешка · d5 чёрная пешка · e5 белая пешка · d4 белый ферзь · e4 чёрный конь · f3 белый конь · a2 белая пешка · b2 белая пешка · c2 белая пешка · f2 белая пешка · g2 белая пешка · h2 белая пешка · a1 белая ладья · b1 белый конь · c1 белый слон · e1 белый король · f1 белый слон · h1 белая ладья | a8 чёрная ладья · b8 чёрный конь · c8 чёрный слон · d8 чёрный ферзь · e8 чёрный король · f8 чёрный слон · h8 чёрная ладья · a7 чёрная пешка · b7 чёрная пешка · c7 чёрная пешка · f7 чёрная пешка · g7 чёрная пешка · h7 чёрная пешка · d5 чёрная пешка · e5 белая пешка · d4 белый ферзь · e4 чёрный конь · f3 белый конь · a2 белая пешка · b2 белая пешка · c2 белая пешка · f2 белая пешка · g2 белая пешка · h2 белая пешка · a1 белая ладья · b1 белый конь · c1 белый слон · e1 белый король · f1 белый слон · h1 белая ладья | a8 чёрная ладья · b8 чёрный конь · c8 чёрный слон · d8 чёрный ферзь · e8 чёрный король · f8 чёрный слон · h8 чёрная ладья · a7 чёрная пешка · b7 чёрная пешка · c7 чёрная пешка · f7 чёрная пешка · g7 чёрная пешка · h7 чёрная пешка · d5 чёрная пешка · e5 белая пешка · d4 белый ферзь · e4 чёрный конь · f3 белый конь · a2 белая пешка · b2 белая пешка · c2 белая пешка · f2 белая пешка · g2 белая пешка · h2 белая пешка · a1 белая ладья · b1 белый конь · c1 белый слон · e1 белый король · f1 белый слон · h1 белая ладья | 2 |
| 1 | a8 чёрная ладья · b8 чёрный конь · c8 чёрный слон · d8 чёрный ферзь · e8 чёрный король · f8 чёрный слон · h8 чёрная ладья · a7 чёрная пешка · b7 чёрная пешка · c7 чёрная пешка · f7 чёрная пешка · g7 чёрная пешка · h7 чёрная пешка · d5 чёрная пешка · e5 белая пешка · d4 белый ферзь · e4 чёрный конь · f3 белый конь · a2 белая пешка · b2 белая пешка · c2 белая пешка · f2 белая пешка · g2 белая пешка · h2 белая пешка · a1 белая ладья · b1 белый конь · c1 белый слон · e1 белый король · f1 белый слон · h1 белая ладья | a8 чёрная ладья · b8 чёрный конь · c8 чёрный слон · d8 чёрный ферзь · e8 чёрный король · f8 чёрный слон · h8 чёрная ладья · a7 чёрная пешка · b7 чёрная пешка · c7 чёрная пешка · f7 чёрная пешка · g7 чёрная пешка · h7 чёрная пешка · d5 чёрная пешка · e5 белая пешка · d4 белый ферзь · e4 чёрный конь · f3 белый конь · a2 белая пешка · b2 белая пешка · c2 белая пешка · f2 белая пешка · g2 белая пешка · h2 белая пешка · a1 белая ладья · b1 белый конь · c1 белый слон · e1 белый король · f1 белый слон · h1 белая ладья | a8 чёрная ладья · b8 чёрный конь · c8 чёрный слон · d8 чёрный ферзь · e8 чёрный король · f8 чёрный слон · h8 чёрная ладья · a7 чёрная пешка · b7 чёрная пешка · c7 чёрная пешка · f7 чёрная пешка · g7 чёрная пешка · h7 чёрная пешка · d5 чёрная пешка · e5 белая пешка · d4 белый ферзь · e4 чёрный конь · f3 белый конь · a2 белая пешка · b2 белая пешка · c2 белая пешка · f2 белая пешка · g2 белая пешка · h2 белая пешка · a1 белая ладья · b1 белый конь · c1 белый слон · e1 белый король · f1 белый слон · h1 белая ладья | a8 чёрная ладья · b8 чёрный конь · c8 чёрный слон · d8 чёрный ферзь · e8 чёрный король · f8 чёрный слон · h8 чёрная ладья · a7 чёрная пешка · b7 чёрная пешка · c7 чёрная пешка · f7 чёрная пешка · g7 чёрная пешка · h7 чёрная пешка · d5 чёрная пешка · e5 белая пешка · d4 белый ферзь · e4 чёрный конь · f3 белый конь · a2 белая пешка · b2 белая пешка · c2 белая пешка · f2 белая пешка · g2 белая пешка · h2 белая пешка · a1 белая ладья · b1 белый конь · c1 белый слон · e1 белый король · f1 белый слон · h1 белая ладья | a8 чёрная ладья · b8 чёрный конь · c8 чёрный слон · d8 чёрный ферзь · e8 чёрный король · f8 чёрный слон · h8 чёрная ладья · a7 чёрная пешка · b7 чёрная пешка · c7 чёрная пешка · f7 чёрная пешка · g7 чёрная пешка · h7 чёрная пешка · d5 чёрная пешка · e5 белая пешка · d4 белый ферзь · e4 чёрный конь · f3 белый конь · a2 белая пешка · b2 белая пешка · c2 белая пешка · f2 белая пешка · g2 белая пешка · h2 белая пешка · a1 белая ладья · b1 белый конь · c1 белый слон · e1 белый король · f1 белый слон · h1 белая ладья | a8 чёрная ладья · b8 чёрный конь · c8 чёрный слон · d8 чёрный ферзь · e8 чёрный король · f8 чёрный слон · h8 чёрная ладья · a7 чёрная пешка · b7 чёрная пешка · c7 чёрная пешка · f7 чёрная пешка · g7 чёрная пешка · h7 чёрная пешка · d5 чёрная пешка · e5 белая пешка · d4 белый ферзь · e4 чёрный конь · f3 белый конь · a2 белая пешка · b2 белая пешка · c2 белая пешка · f2 белая пешка · g2 белая пешка · h2 белая пешка · a1 белая ладья · b1 белый конь · c1 белый слон · e1 белый король · f1 белый слон · h1 белая ладья | a8 чёрная ладья · b8 чёрный конь · c8 чёрный слон · d8 чёрный ферзь · e8 чёрный король · f8 чёрный слон · h8 чёрная ладья · a7 чёрная пешка · b7 чёрная пешка · c7 чёрная пешка · f7 чёрная пешка · g7 чёрная пешка · h7 чёрная пешка · d5 чёрная пешка · e5 белая пешка · d4 белый ферзь · e4 чёрный конь · f3 белый конь · a2 белая пешка · b2 белая пешка · c2 белая пешка · f2 белая пешка · g2 белая пешка · h2 белая пешка · a1 белая ладья · b1 белый конь · c1 белый слон · e1 белый король · f1 белый слон · h1 белая ладья | a8 чёрная ладья · b8 чёрный конь · c8 чёрный слон · d8 чёрный ферзь · e8 чёрный король · f8 чёрный слон · h8 чёрная ладья · a7 чёрная пешка · b7 чёрная пешка · c7 чёрная пешка · f7 чёрная пешка · g7 чёрная пешка · h7 чёрная пешка · d5 чёрная пешка · e5 белая пешка · d4 белый ферзь · e4 чёрный конь · f3 белый конь · a2 белая пешка · b2 белая пешка · c2 белая пешка · f2 белая пешка · g2 белая пешка · h2 белая пешка · a1 белая ладья · b1 белый конь · c1 белый слон · e1 белый король · f1 белый слон · h1 белая ладья | 1 |
|   | a | b | c | d | e | f | g | h |   |

Русская партия:
1. e4 e5
2. Кf3 Кf6
3. d4 ed
4. e5 Кe4
5. Ф:d4 d5 (см. диаграмму)
6. ed.

Другой пример появляется во французской защите: 1. e4 e6 2. e5. Если чёрные отвечают 2… d5, то белые могут взять пешку противника на проходе 3. ed, если 2… f5, то соответственно 3. ef.

## Партия Гундерсен — Фол
|   | a | b | c | d | e | f | g | h |   |
| - | --- | --- | --- | --- | --- | --- | --- | --- | - |
| 8 | a8 чёрная ладья · c8 чёрный слон · d8 чёрный ферзь · f8 чёрная ладья · a7 чёрная пешка · b7 чёрная пешка · e7 чёрный конь · g7 чёрная пешка · e6 чёрная пешка · g6 чёрный король · d5 чёрная пешка · e5 белая пешка · f5 чёрная пешка · g5 белый конь · h5 белая пешка · b4 чёрный слон · d4 чёрный конь · g4 белый ферзь · c3 белый конь · a2 белая пешка · b2 белая пешка · f2 белая пешка · g2 белая пешка · a1 белая ладья · c1 белый слон · e1 белый король · h1 белая ладья | a8 чёрная ладья · c8 чёрный слон · d8 чёрный ферзь · f8 чёрная ладья · a7 чёрная пешка · b7 чёрная пешка · e7 чёрный конь · g7 чёрная пешка · e6 чёрная пешка · g6 чёрный король · d5 чёрная пешка · e5 белая пешка · f5 чёрная пешка · g5 белый конь · h5 белая пешка · b4 чёрный слон · d4 чёрный конь · g4 белый ферзь · c3 белый конь · a2 белая пешка · b2 белая пешка · f2 белая пешка · g2 белая пешка · a1 белая ладья · c1 белый слон · e1 белый король · h1 белая ладья | a8 чёрная ладья · c8 чёрный слон · d8 чёрный ферзь · f8 чёрная ладья · a7 чёрная пешка · b7 чёрная пешка · e7 чёрный конь · g7 чёрная пешка · e6 чёрная пешка · g6 чёрный король · d5 чёрная пешка · e5 белая пешка · f5 чёрная пешка · g5 белый конь · h5 белая пешка · b4 чёрный слон · d4 чёрный конь · g4 белый ферзь · c3 белый конь · a2 белая пешка · b2 белая пешка · f2 белая пешка · g2 белая пешка · a1 белая ладья · c1 белый слон · e1 белый король · h1 белая ладья | a8 чёрная ладья · c8 чёрный слон · d8 чёрный ферзь · f8 чёрная ладья · a7 чёрная пешка · b7 чёрная пешка · e7 чёрный конь · g7 чёрная пешка · e6 чёрная пешка · g6 чёрный король · d5 чёрная пешка · e5 белая пешка · f5 чёрная пешка · g5 белый конь · h5 белая пешка · b4 чёрный слон · d4 чёрный конь · g4 белый ферзь · c3 белый конь · a2 белая пешка · b2 белая пешка · f2 белая пешка · g2 белая пешка · a1 белая ладья · c1 белый слон · e1 белый король · h1 белая ладья | a8 чёрная ладья · c8 чёрный слон · d8 чёрный ферзь · f8 чёрная ладья · a7 чёрная пешка · b7 чёрная пешка · e7 чёрный конь · g7 чёрная пешка · e6 чёрная пешка · g6 чёрный король · d5 чёрная пешка · e5 белая пешка · f5 чёрная пешка · g5 белый конь · h5 белая пешка · b4 чёрный слон · d4 чёрный конь · g4 белый ферзь · c3 белый конь · a2 белая пешка · b2 белая пешка · f2 белая пешка · g2 белая пешка · a1 белая ладья · c1 белый слон · e1 белый король · h1 белая ладья | a8 чёрная ладья · c8 чёрный слон · d8 чёрный ферзь · f8 чёрная ладья · a7 чёрная пешка · b7 чёрная пешка · e7 чёрный конь · g7 чёрная пешка · e6 чёрная пешка · g6 чёрный король · d5 чёрная пешка · e5 белая пешка · f5 чёрная пешка · g5 белый конь · h5 белая пешка · b4 чёрный слон · d4 чёрный конь · g4 белый ферзь · c3 белый конь · a2 белая пешка · b2 белая пешка · f2 белая пешка · g2 белая пешка · a1 белая ладья · c1 белый слон · e1 белый король · h1 белая ладья | a8 чёрная ладья · c8 чёрный слон · d8 чёрный ферзь · f8 чёрная ладья · a7 чёрная пешка · b7 чёрная пешка · e7 чёрный конь · g7 чёрная пешка · e6 чёрная пешка · g6 чёрный король · d5 чёрная пешка · e5 белая пешка · f5 чёрная пешка · g5 белый конь · h5 белая пешка · b4 чёрный слон · d4 чёрный конь · g4 белый ферзь · c3 белый конь · a2 белая пешка · b2 белая пешка · f2 белая пешка · g2 белая пешка · a1 белая ладья · c1 белый слон · e1 белый король · h1 белая ладья | a8 чёрная ладья · c8 чёрный слон · d8 чёрный ферзь · f8 чёрная ладья · a7 чёрная пешка · b7 чёрная пешка · e7 чёрный конь · g7 чёрная пешка · e6 чёрная пешка · g6 чёрный король · d5 чёрная пешка · e5 белая пешка · f5 чёрная пешка · g5 белый конь · h5 белая пешка · b4 чёрный слон · d4 чёрный конь · g4 белый ферзь · c3 белый конь · a2 белая пешка · b2 белая пешка · f2 белая пешка · g2 белая пешка · a1 белая ладья · c1 белый слон · e1 белый король · h1 белая ладья | 8 |
| 7 | a8 чёрная ладья · c8 чёрный слон · d8 чёрный ферзь · f8 чёрная ладья · a7 чёрная пешка · b7 чёрная пешка · e7 чёрный конь · g7 чёрная пешка · e6 чёрная пешка · g6 чёрный король · d5 чёрная пешка · e5 белая пешка · f5 чёрная пешка · g5 белый конь · h5 белая пешка · b4 чёрный слон · d4 чёрный конь · g4 белый ферзь · c3 белый конь · a2 белая пешка · b2 белая пешка · f2 белая пешка · g2 белая пешка · a1 белая ладья · c1 белый слон · e1 белый король · h1 белая ладья | a8 чёрная ладья · c8 чёрный слон · d8 чёрный ферзь · f8 чёрная ладья · a7 чёрная пешка · b7 чёрная пешка · e7 чёрный конь · g7 чёрная пешка · e6 чёрная пешка · g6 чёрный король · d5 чёрная пешка · e5 белая пешка · f5 чёрная пешка · g5 белый конь · h5 белая пешка · b4 чёрный слон · d4 чёрный конь · g4 белый ферзь · c3 белый конь · a2 белая пешка · b2 белая пешка · f2 белая пешка · g2 белая пешка · a1 белая ладья · c1 белый слон · e1 белый король · h1 белая ладья | a8 чёрная ладья · c8 чёрный слон · d8 чёрный ферзь · f8 чёрная ладья · a7 чёрная пешка · b7 чёрная пешка · e7 чёрный конь · g7 чёрная пешка · e6 чёрная пешка · g6 чёрный король · d5 чёрная пешка · e5 белая пешка · f5 чёрная пешка · g5 белый конь · h5 белая пешка · b4 чёрный слон · d4 чёрный конь · g4 белый ферзь · c3 белый конь · a2 белая пешка · b2 белая пешка · f2 белая пешка · g2 белая пешка · a1 белая ладья · c1 белый слон · e1 белый король · h1 белая ладья | a8 чёрная ладья · c8 чёрный слон · d8 чёрный ферзь · f8 чёрная ладья · a7 чёрная пешка · b7 чёрная пешка · e7 чёрный конь · g7 чёрная пешка · e6 чёрная пешка · g6 чёрный король · d5 чёрная пешка · e5 белая пешка · f5 чёрная пешка · g5 белый конь · h5 белая пешка · b4 чёрный слон · d4 чёрный конь · g4 белый ферзь · c3 белый конь · a2 белая пешка · b2 белая пешка · f2 белая пешка · g2 белая пешка · a1 белая ладья · c1 белый слон · e1 белый король · h1 белая ладья | a8 чёрная ладья · c8 чёрный слон · d8 чёрный ферзь · f8 чёрная ладья · a7 чёрная пешка · b7 чёрная пешка · e7 чёрный конь · g7 чёрная пешка · e6 чёрная пешка · g6 чёрный король · d5 чёрная пешка · e5 белая пешка · f5 чёрная пешка · g5 белый конь · h5 белая пешка · b4 чёрный слон · d4 чёрный конь · g4 белый ферзь · c3 белый конь · a2 белая пешка · b2 белая пешка · f2 белая пешка · g2 белая пешка · a1 белая ладья · c1 белый слон · e1 белый король · h1 белая ладья | a8 чёрная ладья · c8 чёрный слон · d8 чёрный ферзь · f8 чёрная ладья · a7 чёрная пешка · b7 чёрная пешка · e7 чёрный конь · g7 чёрная пешка · e6 чёрная пешка · g6 чёрный король · d5 чёрная пешка · e5 белая пешка · f5 чёрная пешка · g5 белый конь · h5 белая пешка · b4 чёрный слон · d4 чёрный конь · g4 белый ферзь · c3 белый конь · a2 белая пешка · b2 белая пешка · f2 белая пешка · g2 белая пешка · a1 белая ладья · c1 белый слон · e1 белый король · h1 белая ладья | a8 чёрная ладья · c8 чёрный слон · d8 чёрный ферзь · f8 чёрная ладья · a7 чёрная пешка · b7 чёрная пешка · e7 чёрный конь · g7 чёрная пешка · e6 чёрная пешка · g6 чёрный король · d5 чёрная пешка · e5 белая пешка · f5 чёрная пешка · g5 белый конь · h5 белая пешка · b4 чёрный слон · d4 чёрный конь · g4 белый ферзь · c3 белый конь · a2 белая пешка · b2 белая пешка · f2 белая пешка · g2 белая пешка · a1 белая ладья · c1 белый слон · e1 белый король · h1 белая ладья | a8 чёрная ладья · c8 чёрный слон · d8 чёрный ферзь · f8 чёрная ладья · a7 чёрная пешка · b7 чёрная пешка · e7 чёрный конь · g7 чёрная пешка · e6 чёрная пешка · g6 чёрный король · d5 чёрная пешка · e5 белая пешка · f5 чёрная пешка · g5 белый конь · h5 белая пешка · b4 чёрный слон · d4 чёрный конь · g4 белый ферзь · c3 белый конь · a2 белая пешка · b2 белая пешка · f2 белая пешка · g2 белая пешка · a1 белая ладья · c1 белый слон · e1 белый король · h1 белая ладья | 7 |
| 6 | a8 чёрная ладья · c8 чёрный слон · d8 чёрный ферзь · f8 чёрная ладья · a7 чёрная пешка · b7 чёрная пешка · e7 чёрный конь · g7 чёрная пешка · e6 чёрная пешка · g6 чёрный король · d5 чёрная пешка · e5 белая пешка · f5 чёрная пешка · g5 белый конь · h5 белая пешка · b4 чёрный слон · d4 чёрный конь · g4 белый ферзь · c3 белый конь · a2 белая пешка · b2 белая пешка · f2 белая пешка · g2 белая пешка · a1 белая ладья · c1 белый слон · e1 белый король · h1 белая ладья | a8 чёрная ладья · c8 чёрный слон · d8 чёрный ферзь · f8 чёрная ладья · a7 чёрная пешка · b7 чёрная пешка · e7 чёрный конь · g7 чёрная пешка · e6 чёрная пешка · g6 чёрный король · d5 чёрная пешка · e5 белая пешка · f5 чёрная пешка · g5 белый конь · h5 белая пешка · b4 чёрный слон · d4 чёрный конь · g4 белый ферзь · c3 белый конь · a2 белая пешка · b2 белая пешка · f2 белая пешка · g2 белая пешка · a1 белая ладья · c1 белый слон · e1 белый король · h1 белая ладья | a8 чёрная ладья · c8 чёрный слон · d8 чёрный ферзь · f8 чёрная ладья · a7 чёрная пешка · b7 чёрная пешка · e7 чёрный конь · g7 чёрная пешка · e6 чёрная пешка · g6 чёрный король · d5 чёрная пешка · e5 белая пешка · f5 чёрная пешка · g5 белый конь · h5 белая пешка · b4 чёрный слон · d4 чёрный конь · g4 белый ферзь · c3 белый конь · a2 белая пешка · b2 белая пешка · f2 белая пешка · g2 белая пешка · a1 белая ладья · c1 белый слон · e1 белый король · h1 белая ладья | a8 чёрная ладья · c8 чёрный слон · d8 чёрный ферзь · f8 чёрная ладья · a7 чёрная пешка · b7 чёрная пешка · e7 чёрный конь · g7 чёрная пешка · e6 чёрная пешка · g6 чёрный король · d5 чёрная пешка · e5 белая пешка · f5 чёрная пешка · g5 белый конь · h5 белая пешка · b4 чёрный слон · d4 чёрный конь · g4 белый ферзь · c3 белый конь · a2 белая пешка · b2 белая пешка · f2 белая пешка · g2 белая пешка · a1 белая ладья · c1 белый слон · e1 белый король · h1 белая ладья | a8 чёрная ладья · c8 чёрный слон · d8 чёрный ферзь · f8 чёрная ладья · a7 чёрная пешка · b7 чёрная пешка · e7 чёрный конь · g7 чёрная пешка · e6 чёрная пешка · g6 чёрный король · d5 чёрная пешка · e5 белая пешка · f5 чёрная пешка · g5 белый конь · h5 белая пешка · b4 чёрный слон · d4 чёрный конь · g4 белый ферзь · c3 белый конь · a2 белая пешка · b2 белая пешка · f2 белая пешка · g2 белая пешка · a1 белая ладья · c1 белый слон · e1 белый король · h1 белая ладья | a8 чёрная ладья · c8 чёрный слон · d8 чёрный ферзь · f8 чёрная ладья · a7 чёрная пешка · b7 чёрная пешка · e7 чёрный конь · g7 чёрная пешка · e6 чёрная пешка · g6 чёрный король · d5 чёрная пешка · e5 белая пешка · f5 чёрная пешка · g5 белый конь · h5 белая пешка · b4 чёрный слон · d4 чёрный конь · g4 белый ферзь · c3 белый конь · a2 белая пешка · b2 белая пешка · f2 белая пешка · g2 белая пешка · a1 белая ладья · c1 белый слон · e1 белый король · h1 белая ладья | a8 чёрная ладья · c8 чёрный слон · d8 чёрный ферзь · f8 чёрная ладья · a7 чёрная пешка · b7 чёрная пешка · e7 чёрный конь · g7 чёрная пешка · e6 чёрная пешка · g6 чёрный король · d5 чёрная пешка · e5 белая пешка · f5 чёрная пешка · g5 белый конь · h5 белая пешка · b4 чёрный слон · d4 чёрный конь · g4 белый ферзь · c3 белый конь · a2 белая пешка · b2 белая пешка · f2 белая пешка · g2 белая пешка · a1 белая ладья · c1 белый слон · e1 белый король · h1 белая ладья | a8 чёрная ладья · c8 чёрный слон · d8 чёрный ферзь · f8 чёрная ладья · a7 чёрная пешка · b7 чёрная пешка · e7 чёрный конь · g7 чёрная пешка · e6 чёрная пешка · g6 чёрный король · d5 чёрная пешка · e5 белая пешка · f5 чёрная пешка · g5 белый конь · h5 белая пешка · b4 чёрный слон · d4 чёрный конь · g4 белый ферзь · c3 белый конь · a2 белая пешка · b2 белая пешка · f2 белая пешка · g2 белая пешка · a1 белая ладья · c1 белый слон · e1 белый король · h1 белая ладья | 6 |
| 5 | a8 чёрная ладья · c8 чёрный слон · d8 чёрный ферзь · f8 чёрная ладья · a7 чёрная пешка · b7 чёрная пешка · e7 чёрный конь · g7 чёрная пешка · e6 чёрная пешка · g6 чёрный король · d5 чёрная пешка · e5 белая пешка · f5 чёрная пешка · g5 белый конь · h5 белая пешка · b4 чёрный слон · d4 чёрный конь · g4 белый ферзь · c3 белый конь · a2 белая пешка · b2 белая пешка · f2 белая пешка · g2 белая пешка · a1 белая ладья · c1 белый слон · e1 белый король · h1 белая ладья | a8 чёрная ладья · c8 чёрный слон · d8 чёрный ферзь · f8 чёрная ладья · a7 чёрная пешка · b7 чёрная пешка · e7 чёрный конь · g7 чёрная пешка · e6 чёрная пешка · g6 чёрный король · d5 чёрная пешка · e5 белая пешка · f5 чёрная пешка · g5 белый конь · h5 белая пешка · b4 чёрный слон · d4 чёрный конь · g4 белый ферзь · c3 белый конь · a2 белая пешка · b2 белая пешка · f2 белая пешка · g2 белая пешка · a1 белая ладья · c1 белый слон · e1 белый король · h1 белая ладья | a8 чёрная ладья · c8 чёрный слон · d8 чёрный ферзь · f8 чёрная ладья · a7 чёрная пешка · b7 чёрная пешка · e7 чёрный конь · g7 чёрная пешка · e6 чёрная пешка · g6 чёрный король · d5 чёрная пешка · e5 белая пешка · f5 чёрная пешка · g5 белый конь · h5 белая пешка · b4 чёрный слон · d4 чёрный конь · g4 белый ферзь · c3 белый конь · a2 белая пешка · b2 белая пешка · f2 белая пешка · g2 белая пешка · a1 белая ладья · c1 белый слон · e1 белый король · h1 белая ладья | a8 чёрная ладья · c8 чёрный слон · d8 чёрный ферзь · f8 чёрная ладья · a7 чёрная пешка · b7 чёрная пешка · e7 чёрный конь · g7 чёрная пешка · e6 чёрная пешка · g6 чёрный король · d5 чёрная пешка · e5 белая пешка · f5 чёрная пешка · g5 белый конь · h5 белая пешка · b4 чёрный слон · d4 чёрный конь · g4 белый ферзь · c3 белый конь · a2 белая пешка · b2 белая пешка · f2 белая пешка · g2 белая пешка · a1 белая ладья · c1 белый слон · e1 белый король · h1 белая ладья | a8 чёрная ладья · c8 чёрный слон · d8 чёрный ферзь · f8 чёрная ладья · a7 чёрная пешка · b7 чёрная пешка · e7 чёрный конь · g7 чёрная пешка · e6 чёрная пешка · g6 чёрный король · d5 чёрная пешка · e5 белая пешка · f5 чёрная пешка · g5 белый конь · h5 белая пешка · b4 чёрный слон · d4 чёрный конь · g4 белый ферзь · c3 белый конь · a2 белая пешка · b2 белая пешка · f2 белая пешка · g2 белая пешка · a1 белая ладья · c1 белый слон · e1 белый король · h1 белая ладья | a8 чёрная ладья · c8 чёрный слон · d8 чёрный ферзь · f8 чёрная ладья · a7 чёрная пешка · b7 чёрная пешка · e7 чёрный конь · g7 чёрная пешка · e6 чёрная пешка · g6 чёрный король · d5 чёрная пешка · e5 белая пешка · f5 чёрная пешка · g5 белый конь · h5 белая пешка · b4 чёрный слон · d4 чёрный конь · g4 белый ферзь · c3 белый конь · a2 белая пешка · b2 белая пешка · f2 белая пешка · g2 белая пешка · a1 белая ладья · c1 белый слон · e1 белый король · h1 белая ладья | a8 чёрная ладья · c8 чёрный слон · d8 чёрный ферзь · f8 чёрная ладья · a7 чёрная пешка · b7 чёрная пешка · e7 чёрный конь · g7 чёрная пешка · e6 чёрная пешка · g6 чёрный король · d5 чёрная пешка · e5 белая пешка · f5 чёрная пешка · g5 белый конь · h5 белая пешка · b4 чёрный слон · d4 чёрный конь · g4 белый ферзь · c3 белый конь · a2 белая пешка · b2 белая пешка · f2 белая пешка · g2 белая пешка · a1 белая ладья · c1 белый слон · e1 белый король · h1 белая ладья | a8 чёрная ладья · c8 чёрный слон · d8 чёрный ферзь · f8 чёрная ладья · a7 чёрная пешка · b7 чёрная пешка · e7 чёрный конь · g7 чёрная пешка · e6 чёрная пешка · g6 чёрный король · d5 чёрная пешка · e5 белая пешка · f5 чёрная пешка · g5 белый конь · h5 белая пешка · b4 чёрный слон · d4 чёрный конь · g4 белый ферзь · c3 белый конь · a2 белая пешка · b2 белая пешка · f2 белая пешка · g2 белая пешка · a1 белая ладья · c1 белый слон · e1 белый король · h1 белая ладья | 5 |
| 4 | a8 чёрная ладья · c8 чёрный слон · d8 чёрный ферзь · f8 чёрная ладья · a7 чёрная пешка · b7 чёрная пешка · e7 чёрный конь · g7 чёрная пешка · e6 чёрная пешка · g6 чёрный король · d5 чёрная пешка · e5 белая пешка · f5 чёрная пешка · g5 белый конь · h5 белая пешка · b4 чёрный слон · d4 чёрный конь · g4 белый ферзь · c3 белый конь · a2 белая пешка · b2 белая пешка · f2 белая пешка · g2 белая пешка · a1 белая ладья · c1 белый слон · e1 белый король · h1 белая ладья | a8 чёрная ладья · c8 чёрный слон · d8 чёрный ферзь · f8 чёрная ладья · a7 чёрная пешка · b7 чёрная пешка · e7 чёрный конь · g7 чёрная пешка · e6 чёрная пешка · g6 чёрный король · d5 чёрная пешка · e5 белая пешка · f5 чёрная пешка · g5 белый конь · h5 белая пешка · b4 чёрный слон · d4 чёрный конь · g4 белый ферзь · c3 белый конь · a2 белая пешка · b2 белая пешка · f2 белая пешка · g2 белая пешка · a1 белая ладья · c1 белый слон · e1 белый король · h1 белая ладья | a8 чёрная ладья · c8 чёрный слон · d8 чёрный ферзь · f8 чёрная ладья · a7 чёрная пешка · b7 чёрная пешка · e7 чёрный конь · g7 чёрная пешка · e6 чёрная пешка · g6 чёрный король · d5 чёрная пешка · e5 белая пешка · f5 чёрная пешка · g5 белый конь · h5 белая пешка · b4 чёрный слон · d4 чёрный конь · g4 белый ферзь · c3 белый конь · a2 белая пешка · b2 белая пешка · f2 белая пешка · g2 белая пешка · a1 белая ладья · c1 белый слон · e1 белый король · h1 белая ладья | a8 чёрная ладья · c8 чёрный слон · d8 чёрный ферзь · f8 чёрная ладья · a7 чёрная пешка · b7 чёрная пешка · e7 чёрный конь · g7 чёрная пешка · e6 чёрная пешка · g6 чёрный король · d5 чёрная пешка · e5 белая пешка · f5 чёрная пешка · g5 белый конь · h5 белая пешка · b4 чёрный слон · d4 чёрный конь · g4 белый ферзь · c3 белый конь · a2 белая пешка · b2 белая пешка · f2 белая пешка · g2 белая пешка · a1 белая ладья · c1 белый слон · e1 белый король · h1 белая ладья | a8 чёрная ладья · c8 чёрный слон · d8 чёрный ферзь · f8 чёрная ладья · a7 чёрная пешка · b7 чёрная пешка · e7 чёрный конь · g7 чёрная пешка · e6 чёрная пешка · g6 чёрный король · d5 чёрная пешка · e5 белая пешка · f5 чёрная пешка · g5 белый конь · h5 белая пешка · b4 чёрный слон · d4 чёрный конь · g4 белый ферзь · c3 белый конь · a2 белая пешка · b2 белая пешка · f2 белая пешка · g2 белая пешка · a1 белая ладья · c1 белый слон · e1 белый король · h1 белая ладья | a8 чёрная ладья · c8 чёрный слон · d8 чёрный ферзь · f8 чёрная ладья · a7 чёрная пешка · b7 чёрная пешка · e7 чёрный конь · g7 чёрная пешка · e6 чёрная пешка · g6 чёрный король · d5 чёрная пешка · e5 белая пешка · f5 чёрная пешка · g5 белый конь · h5 белая пешка · b4 чёрный слон · d4 чёрный конь · g4 белый ферзь · c3 белый конь · a2 белая пешка · b2 белая пешка · f2 белая пешка · g2 белая пешка · a1 белая ладья · c1 белый слон · e1 белый король · h1 белая ладья | a8 чёрная ладья · c8 чёрный слон · d8 чёрный ферзь · f8 чёрная ладья · a7 чёрная пешка · b7 чёрная пешка · e7 чёрный конь · g7 чёрная пешка · e6 чёрная пешка · g6 чёрный король · d5 чёрная пешка · e5 белая пешка · f5 чёрная пешка · g5 белый конь · h5 белая пешка · b4 чёрный слон · d4 чёрный конь · g4 белый ферзь · c3 белый конь · a2 белая пешка · b2 белая пешка · f2 белая пешка · g2 белая пешка · a1 белая ладья · c1 белый слон · e1 белый король · h1 белая ладья | a8 чёрная ладья · c8 чёрный слон · d8 чёрный ферзь · f8 чёрная ладья · a7 чёрная пешка · b7 чёрная пешка · e7 чёрный конь · g7 чёрная пешка · e6 чёрная пешка · g6 чёрный король · d5 чёрная пешка · e5 белая пешка · f5 чёрная пешка · g5 белый конь · h5 белая пешка · b4 чёрный слон · d4 чёрный конь · g4 белый ферзь · c3 белый конь · a2 белая пешка · b2 белая пешка · f2 белая пешка · g2 белая пешка · a1 белая ладья · c1 белый слон · e1 белый король · h1 белая ладья | 4 |
| 3 | a8 чёрная ладья · c8 чёрный слон · d8 чёрный ферзь · f8 чёрная ладья · a7 чёрная пешка · b7 чёрная пешка · e7 чёрный конь · g7 чёрная пешка · e6 чёрная пешка · g6 чёрный король · d5 чёрная пешка · e5 белая пешка · f5 чёрная пешка · g5 белый конь · h5 белая пешка · b4 чёрный слон · d4 чёрный конь · g4 белый ферзь · c3 белый конь · a2 белая пешка · b2 белая пешка · f2 белая пешка · g2 белая пешка · a1 белая ладья · c1 белый слон · e1 белый король · h1 белая ладья | a8 чёрная ладья · c8 чёрный слон · d8 чёрный ферзь · f8 чёрная ладья · a7 чёрная пешка · b7 чёрная пешка · e7 чёрный конь · g7 чёрная пешка · e6 чёрная пешка · g6 чёрный король · d5 чёрная пешка · e5 белая пешка · f5 чёрная пешка · g5 белый конь · h5 белая пешка · b4 чёрный слон · d4 чёрный конь · g4 белый ферзь · c3 белый конь · a2 белая пешка · b2 белая пешка · f2 белая пешка · g2 белая пешка · a1 белая ладья · c1 белый слон · e1 белый король · h1 белая ладья | a8 чёрная ладья · c8 чёрный слон · d8 чёрный ферзь · f8 чёрная ладья · a7 чёрная пешка · b7 чёрная пешка · e7 чёрный конь · g7 чёрная пешка · e6 чёрная пешка · g6 чёрный король · d5 чёрная пешка · e5 белая пешка · f5 чёрная пешка · g5 белый конь · h5 белая пешка · b4 чёрный слон · d4 чёрный конь · g4 белый ферзь · c3 белый конь · a2 белая пешка · b2 белая пешка · f2 белая пешка · g2 белая пешка · a1 белая ладья · c1 белый слон · e1 белый король · h1 белая ладья | a8 чёрная ладья · c8 чёрный слон · d8 чёрный ферзь · f8 чёрная ладья · a7 чёрная пешка · b7 чёрная пешка · e7 чёрный конь · g7 чёрная пешка · e6 чёрная пешка · g6 чёрный король · d5 чёрная пешка · e5 белая пешка · f5 чёрная пешка · g5 белый конь · h5 белая пешка · b4 чёрный слон · d4 чёрный конь · g4 белый ферзь · c3 белый конь · a2 белая пешка · b2 белая пешка · f2 белая пешка · g2 белая пешка · a1 белая ладья · c1 белый слон · e1 белый король · h1 белая ладья | a8 чёрная ладья · c8 чёрный слон · d8 чёрный ферзь · f8 чёрная ладья · a7 чёрная пешка · b7 чёрная пешка · e7 чёрный конь · g7 чёрная пешка · e6 чёрная пешка · g6 чёрный король · d5 чёрная пешка · e5 белая пешка · f5 чёрная пешка · g5 белый конь · h5 белая пешка · b4 чёрный слон · d4 чёрный конь · g4 белый ферзь · c3 белый конь · a2 белая пешка · b2 белая пешка · f2 белая пешка · g2 белая пешка · a1 белая ладья · c1 белый слон · e1 белый король · h1 белая ладья | a8 чёрная ладья · c8 чёрный слон · d8 чёрный ферзь · f8 чёрная ладья · a7 чёрная пешка · b7 чёрная пешка · e7 чёрный конь · g7 чёрная пешка · e6 чёрная пешка · g6 чёрный король · d5 чёрная пешка · e5 белая пешка · f5 чёрная пешка · g5 белый конь · h5 белая пешка · b4 чёрный слон · d4 чёрный конь · g4 белый ферзь · c3 белый конь · a2 белая пешка · b2 белая пешка · f2 белая пешка · g2 белая пешка · a1 белая ладья · c1 белый слон · e1 белый король · h1 белая ладья | a8 чёрная ладья · c8 чёрный слон · d8 чёрный ферзь · f8 чёрная ладья · a7 чёрная пешка · b7 чёрная пешка · e7 чёрный конь · g7 чёрная пешка · e6 чёрная пешка · g6 чёрный король · d5 чёрная пешка · e5 белая пешка · f5 чёрная пешка · g5 белый конь · h5 белая пешка · b4 чёрный слон · d4 чёрный конь · g4 белый ферзь · c3 белый конь · a2 белая пешка · b2 белая пешка · f2 белая пешка · g2 белая пешка · a1 белая ладья · c1 белый слон · e1 белый король · h1 белая ладья | a8 чёрная ладья · c8 чёрный слон · d8 чёрный ферзь · f8 чёрная ладья · a7 чёрная пешка · b7 чёрная пешка · e7 чёрный конь · g7 чёрная пешка · e6 чёрная пешка · g6 чёрный король · d5 чёрная пешка · e5 белая пешка · f5 чёрная пешка · g5 белый конь · h5 белая пешка · b4 чёрный слон · d4 чёрный конь · g4 белый ферзь · c3 белый конь · a2 белая пешка · b2 белая пешка · f2 белая пешка · g2 белая пешка · a1 белая ладья · c1 белый слон · e1 белый король · h1 белая ладья | 3 |
| 2 | a8 чёрная ладья · c8 чёрный слон · d8 чёрный ферзь · f8 чёрная ладья · a7 чёрная пешка · b7 чёрная пешка · e7 чёрный конь · g7 чёрная пешка · e6 чёрная пешка · g6 чёрный король · d5 чёрная пешка · e5 белая пешка · f5 чёрная пешка · g5 белый конь · h5 белая пешка · b4 чёрный слон · d4 чёрный конь · g4 белый ферзь · c3 белый конь · a2 белая пешка · b2 белая пешка · f2 белая пешка · g2 белая пешка · a1 белая ладья · c1 белый слон · e1 белый король · h1 белая ладья | a8 чёрная ладья · c8 чёрный слон · d8 чёрный ферзь · f8 чёрная ладья · a7 чёрная пешка · b7 чёрная пешка · e7 чёрный конь · g7 чёрная пешка · e6 чёрная пешка · g6 чёрный король · d5 чёрная пешка · e5 белая пешка · f5 чёрная пешка · g5 белый конь · h5 белая пешка · b4 чёрный слон · d4 чёрный конь · g4 белый ферзь · c3 белый конь · a2 белая пешка · b2 белая пешка · f2 белая пешка · g2 белая пешка · a1 белая ладья · c1 белый слон · e1 белый король · h1 белая ладья | a8 чёрная ладья · c8 чёрный слон · d8 чёрный ферзь · f8 чёрная ладья · a7 чёрная пешка · b7 чёрная пешка · e7 чёрный конь · g7 чёрная пешка · e6 чёрная пешка · g6 чёрный король · d5 чёрная пешка · e5 белая пешка · f5 чёрная пешка · g5 белый конь · h5 белая пешка · b4 чёрный слон · d4 чёрный конь · g4 белый ферзь · c3 белый конь · a2 белая пешка · b2 белая пешка · f2 белая пешка · g2 белая пешка · a1 белая ладья · c1 белый слон · e1 белый король · h1 белая ладья | a8 чёрная ладья · c8 чёрный слон · d8 чёрный ферзь · f8 чёрная ладья · a7 чёрная пешка · b7 чёрная пешка · e7 чёрный конь · g7 чёрная пешка · e6 чёрная пешка · g6 чёрный король · d5 чёрная пешка · e5 белая пешка · f5 чёрная пешка · g5 белый конь · h5 белая пешка · b4 чёрный слон · d4 чёрный конь · g4 белый ферзь · c3 белый конь · a2 белая пешка · b2 белая пешка · f2 белая пешка · g2 белая пешка · a1 белая ладья · c1 белый слон · e1 белый король · h1 белая ладья | a8 чёрная ладья · c8 чёрный слон · d8 чёрный ферзь · f8 чёрная ладья · a7 чёрная пешка · b7 чёрная пешка · e7 чёрный конь · g7 чёрная пешка · e6 чёрная пешка · g6 чёрный король · d5 чёрная пешка · e5 белая пешка · f5 чёрная пешка · g5 белый конь · h5 белая пешка · b4 чёрный слон · d4 чёрный конь · g4 белый ферзь · c3 белый конь · a2 белая пешка · b2 белая пешка · f2 белая пешка · g2 белая пешка · a1 белая ладья · c1 белый слон · e1 белый король · h1 белая ладья | a8 чёрная ладья · c8 чёрный слон · d8 чёрный ферзь · f8 чёрная ладья · a7 чёрная пешка · b7 чёрная пешка · e7 чёрный конь · g7 чёрная пешка · e6 чёрная пешка · g6 чёрный король · d5 чёрная пешка · e5 белая пешка · f5 чёрная пешка · g5 белый конь · h5 белая пешка · b4 чёрный слон · d4 чёрный конь · g4 белый ферзь · c3 белый конь · a2 белая пешка · b2 белая пешка · f2 белая пешка · g2 белая пешка · a1 белая ладья · c1 белый слон · e1 белый король · h1 белая ладья | a8 чёрная ладья · c8 чёрный слон · d8 чёрный ферзь · f8 чёрная ладья · a7 чёрная пешка · b7 чёрная пешка · e7 чёрный конь · g7 чёрная пешка · e6 чёрная пешка · g6 чёрный король · d5 чёрная пешка · e5 белая пешка · f5 чёрная пешка · g5 белый конь · h5 белая пешка · b4 чёрный слон · d4 чёрный конь · g4 белый ферзь · c3 белый конь · a2 белая пешка · b2 белая пешка · f2 белая пешка · g2 белая пешка · a1 белая ладья · c1 белый слон · e1 белый король · h1 белая ладья | a8 чёрная ладья · c8 чёрный слон · d8 чёрный ферзь · f8 чёрная ладья · a7 чёрная пешка · b7 чёрная пешка · e7 чёрный конь · g7 чёрная пешка · e6 чёрная пешка · g6 чёрный король · d5 чёрная пешка · e5 белая пешка · f5 чёрная пешка · g5 белый конь · h5 белая пешка · b4 чёрный слон · d4 чёрный конь · g4 белый ферзь · c3 белый конь · a2 белая пешка · b2 белая пешка · f2 белая пешка · g2 белая пешка · a1 белая ладья · c1 белый слон · e1 белый король · h1 белая ладья | 2 |
| 1 | a8 чёрная ладья · c8 чёрный слон · d8 чёрный ферзь · f8 чёрная ладья · a7 чёрная пешка · b7 чёрная пешка · e7 чёрный конь · g7 чёрная пешка · e6 чёрная пешка · g6 чёрный король · d5 чёрная пешка · e5 белая пешка · f5 чёрная пешка · g5 белый конь · h5 белая пешка · b4 чёрный слон · d4 чёрный конь · g4 белый ферзь · c3 белый конь · a2 белая пешка · b2 белая пешка · f2 белая пешка · g2 белая пешка · a1 белая ладья · c1 белый слон · e1 белый король · h1 белая ладья | a8 чёрная ладья · c8 чёрный слон · d8 чёрный ферзь · f8 чёрная ладья · a7 чёрная пешка · b7 чёрная пешка · e7 чёрный конь · g7 чёрная пешка · e6 чёрная пешка · g6 чёрный король · d5 чёрная пешка · e5 белая пешка · f5 чёрная пешка · g5 белый конь · h5 белая пешка · b4 чёрный слон · d4 чёрный конь · g4 белый ферзь · c3 белый конь · a2 белая пешка · b2 белая пешка · f2 белая пешка · g2 белая пешка · a1 белая ладья · c1 белый слон · e1 белый король · h1 белая ладья | a8 чёрная ладья · c8 чёрный слон · d8 чёрный ферзь · f8 чёрная ладья · a7 чёрная пешка · b7 чёрная пешка · e7 чёрный конь · g7 чёрная пешка · e6 чёрная пешка · g6 чёрный король · d5 чёрная пешка · e5 белая пешка · f5 чёрная пешка · g5 белый конь · h5 белая пешка · b4 чёрный слон · d4 чёрный конь · g4 белый ферзь · c3 белый конь · a2 белая пешка · b2 белая пешка · f2 белая пешка · g2 белая пешка · a1 белая ладья · c1 белый слон · e1 белый король · h1 белая ладья | a8 чёрная ладья · c8 чёрный слон · d8 чёрный ферзь · f8 чёрная ладья · a7 чёрная пешка · b7 чёрная пешка · e7 чёрный конь · g7 чёрная пешка · e6 чёрная пешка · g6 чёрный король · d5 чёрная пешка · e5 белая пешка · f5 чёрная пешка · g5 белый конь · h5 белая пешка · b4 чёрный слон · d4 чёрный конь · g4 белый ферзь · c3 белый конь · a2 белая пешка · b2 белая пешка · f2 белая пешка · g2 белая пешка · a1 белая ладья · c1 белый слон · e1 белый король · h1 белая ладья | a8 чёрная ладья · c8 чёрный слон · d8 чёрный ферзь · f8 чёрная ладья · a7 чёрная пешка · b7 чёрная пешка · e7 чёрный конь · g7 чёрная пешка · e6 чёрная пешка · g6 чёрный король · d5 чёрная пешка · e5 белая пешка · f5 чёрная пешка · g5 белый конь · h5 белая пешка · b4 чёрный слон · d4 чёрный конь · g4 белый ферзь · c3 белый конь · a2 белая пешка · b2 белая пешка · f2 белая пешка · g2 белая пешка · a1 белая ладья · c1 белый слон · e1 белый король · h1 белая ладья | a8 чёрная ладья · c8 чёрный слон · d8 чёрный ферзь · f8 чёрная ладья · a7 чёрная пешка · b7 чёрная пешка · e7 чёрный конь · g7 чёрная пешка · e6 чёрная пешка · g6 чёрный король · d5 чёрная пешка · e5 белая пешка · f5 чёрная пешка · g5 белый конь · h5 белая пешка · b4 чёрный слон · d4 чёрный конь · g4 белый ферзь · c3 белый конь · a2 белая пешка · b2 белая пешка · f2 белая пешка · g2 белая пешка · a1 белая ладья · c1 белый слон · e1 белый король · h1 белая ладья | a8 чёрная ладья · c8 чёрный слон · d8 чёрный ферзь · f8 чёрная ладья · a7 чёрная пешка · b7 чёрная пешка · e7 чёрный конь · g7 чёрная пешка · e6 чёрная пешка · g6 чёрный король · d5 чёрная пешка · e5 белая пешка · f5 чёрная пешка · g5 белый конь · h5 белая пешка · b4 чёрный слон · d4 чёрный конь · g4 белый ферзь · c3 белый конь · a2 белая пешка · b2 белая пешка · f2 белая пешка · g2 белая пешка · a1 белая ладья · c1 белый слон · e1 белый король · h1 белая ладья | a8 чёрная ладья · c8 чёрный слон · d8 чёрный ферзь · f8 чёрная ладья · a7 чёрная пешка · b7 чёрная пешка · e7 чёрный конь · g7 чёрная пешка · e6 чёрная пешка · g6 чёрный король · d5 чёрная пешка · e5 белая пешка · f5 чёрная пешка · g5 белый конь · h5 белая пешка · b4 чёрный слон · d4 чёрный конь · g4 белый ферзь · c3 белый конь · a2 белая пешка · b2 белая пешка · f2 белая пешка · g2 белая пешка · a1 белая ладья · c1 белый слон · e1 белый король · h1 белая ладья | 1 |
|   | a | b | c | d | e | f | g | h |   |

|   | a | b | c | d | e | f | g | h |   |
| - | --- | --- | --- | --- | --- | --- | --- | --- | - |
| 8 | a8 чёрная ладья · c8 чёрный слон · d8 чёрный ферзь · f8 чёрная ладья · a7 чёрная пешка · b7 чёрная пешка · e7 чёрный конь · e6 белый конь · g6 белая пешка · h6 чёрный король · d5 чёрная пешка · e5 белая пешка · f5 чёрная пешка · b4 чёрный слон · d4 чёрный конь · g4 белый ферзь · c3 белый конь · a2 белая пешка · b2 белая пешка · f2 белая пешка · g2 белая пешка · a1 белая ладья · c1 белый слон · e1 белый король · h1 белая ладья | a8 чёрная ладья · c8 чёрный слон · d8 чёрный ферзь · f8 чёрная ладья · a7 чёрная пешка · b7 чёрная пешка · e7 чёрный конь · e6 белый конь · g6 белая пешка · h6 чёрный король · d5 чёрная пешка · e5 белая пешка · f5 чёрная пешка · b4 чёрный слон · d4 чёрный конь · g4 белый ферзь · c3 белый конь · a2 белая пешка · b2 белая пешка · f2 белая пешка · g2 белая пешка · a1 белая ладья · c1 белый слон · e1 белый король · h1 белая ладья | a8 чёрная ладья · c8 чёрный слон · d8 чёрный ферзь · f8 чёрная ладья · a7 чёрная пешка · b7 чёрная пешка · e7 чёрный конь · e6 белый конь · g6 белая пешка · h6 чёрный король · d5 чёрная пешка · e5 белая пешка · f5 чёрная пешка · b4 чёрный слон · d4 чёрный конь · g4 белый ферзь · c3 белый конь · a2 белая пешка · b2 белая пешка · f2 белая пешка · g2 белая пешка · a1 белая ладья · c1 белый слон · e1 белый король · h1 белая ладья | a8 чёрная ладья · c8 чёрный слон · d8 чёрный ферзь · f8 чёрная ладья · a7 чёрная пешка · b7 чёрная пешка · e7 чёрный конь · e6 белый конь · g6 белая пешка · h6 чёрный король · d5 чёрная пешка · e5 белая пешка · f5 чёрная пешка · b4 чёрный слон · d4 чёрный конь · g4 белый ферзь · c3 белый конь · a2 белая пешка · b2 белая пешка · f2 белая пешка · g2 белая пешка · a1 белая ладья · c1 белый слон · e1 белый король · h1 белая ладья | a8 чёрная ладья · c8 чёрный слон · d8 чёрный ферзь · f8 чёрная ладья · a7 чёрная пешка · b7 чёрная пешка · e7 чёрный конь · e6 белый конь · g6 белая пешка · h6 чёрный король · d5 чёрная пешка · e5 белая пешка · f5 чёрная пешка · b4 чёрный слон · d4 чёрный конь · g4 белый ферзь · c3 белый конь · a2 белая пешка · b2 белая пешка · f2 белая пешка · g2 белая пешка · a1 белая ладья · c1 белый слон · e1 белый король · h1 белая ладья | a8 чёрная ладья · c8 чёрный слон · d8 чёрный ферзь · f8 чёрная ладья · a7 чёрная пешка · b7 чёрная пешка · e7 чёрный конь · e6 белый конь · g6 белая пешка · h6 чёрный король · d5 чёрная пешка · e5 белая пешка · f5 чёрная пешка · b4 чёрный слон · d4 чёрный конь · g4 белый ферзь · c3 белый конь · a2 белая пешка · b2 белая пешка · f2 белая пешка · g2 белая пешка · a1 белая ладья · c1 белый слон · e1 белый король · h1 белая ладья | a8 чёрная ладья · c8 чёрный слон · d8 чёрный ферзь · f8 чёрная ладья · a7 чёрная пешка · b7 чёрная пешка · e7 чёрный конь · e6 белый конь · g6 белая пешка · h6 чёрный король · d5 чёрная пешка · e5 белая пешка · f5 чёрная пешка · b4 чёрный слон · d4 чёрный конь · g4 белый ферзь · c3 белый конь · a2 белая пешка · b2 белая пешка · f2 белая пешка · g2 белая пешка · a1 белая ладья · c1 белый слон · e1 белый король · h1 белая ладья | a8 чёрная ладья · c8 чёрный слон · d8 чёрный ферзь · f8 чёрная ладья · a7 чёрная пешка · b7 чёрная пешка · e7 чёрный конь · e6 белый конь · g6 белая пешка · h6 чёрный король · d5 чёрная пешка · e5 белая пешка · f5 чёрная пешка · b4 чёрный слон · d4 чёрный конь · g4 белый ферзь · c3 белый конь · a2 белая пешка · b2 белая пешка · f2 белая пешка · g2 белая пешка · a1 белая ладья · c1 белый слон · e1 белый король · h1 белая ладья | 8 |
| 7 | a8 чёрная ладья · c8 чёрный слон · d8 чёрный ферзь · f8 чёрная ладья · a7 чёрная пешка · b7 чёрная пешка · e7 чёрный конь · e6 белый конь · g6 белая пешка · h6 чёрный король · d5 чёрная пешка · e5 белая пешка · f5 чёрная пешка · b4 чёрный слон · d4 чёрный конь · g4 белый ферзь · c3 белый конь · a2 белая пешка · b2 белая пешка · f2 белая пешка · g2 белая пешка · a1 белая ладья · c1 белый слон · e1 белый король · h1 белая ладья | a8 чёрная ладья · c8 чёрный слон · d8 чёрный ферзь · f8 чёрная ладья · a7 чёрная пешка · b7 чёрная пешка · e7 чёрный конь · e6 белый конь · g6 белая пешка · h6 чёрный король · d5 чёрная пешка · e5 белая пешка · f5 чёрная пешка · b4 чёрный слон · d4 чёрный конь · g4 белый ферзь · c3 белый конь · a2 белая пешка · b2 белая пешка · f2 белая пешка · g2 белая пешка · a1 белая ладья · c1 белый слон · e1 белый король · h1 белая ладья | a8 чёрная ладья · c8 чёрный слон · d8 чёрный ферзь · f8 чёрная ладья · a7 чёрная пешка · b7 чёрная пешка · e7 чёрный конь · e6 белый конь · g6 белая пешка · h6 чёрный король · d5 чёрная пешка · e5 белая пешка · f5 чёрная пешка · b4 чёрный слон · d4 чёрный конь · g4 белый ферзь · c3 белый конь · a2 белая пешка · b2 белая пешка · f2 белая пешка · g2 белая пешка · a1 белая ладья · c1 белый слон · e1 белый король · h1 белая ладья | a8 чёрная ладья · c8 чёрный слон · d8 чёрный ферзь · f8 чёрная ладья · a7 чёрная пешка · b7 чёрная пешка · e7 чёрный конь · e6 белый конь · g6 белая пешка · h6 чёрный король · d5 чёрная пешка · e5 белая пешка · f5 чёрная пешка · b4 чёрный слон · d4 чёрный конь · g4 белый ферзь · c3 белый конь · a2 белая пешка · b2 белая пешка · f2 белая пешка · g2 белая пешка · a1 белая ладья · c1 белый слон · e1 белый король · h1 белая ладья | a8 чёрная ладья · c8 чёрный слон · d8 чёрный ферзь · f8 чёрная ладья · a7 чёрная пешка · b7 чёрная пешка · e7 чёрный конь · e6 белый конь · g6 белая пешка · h6 чёрный король · d5 чёрная пешка · e5 белая пешка · f5 чёрная пешка · b4 чёрный слон · d4 чёрный конь · g4 белый ферзь · c3 белый конь · a2 белая пешка · b2 белая пешка · f2 белая пешка · g2 белая пешка · a1 белая ладья · c1 белый слон · e1 белый король · h1 белая ладья | a8 чёрная ладья · c8 чёрный слон · d8 чёрный ферзь · f8 чёрная ладья · a7 чёрная пешка · b7 чёрная пешка · e7 чёрный конь · e6 белый конь · g6 белая пешка · h6 чёрный король · d5 чёрная пешка · e5 белая пешка · f5 чёрная пешка · b4 чёрный слон · d4 чёрный конь · g4 белый ферзь · c3 белый конь · a2 белая пешка · b2 белая пешка · f2 белая пешка · g2 белая пешка · a1 белая ладья · c1 белый слон · e1 белый король · h1 белая ладья | a8 чёрная ладья · c8 чёрный слон · d8 чёрный ферзь · f8 чёрная ладья · a7 чёрная пешка · b7 чёрная пешка · e7 чёрный конь · e6 белый конь · g6 белая пешка · h6 чёрный король · d5 чёрная пешка · e5 белая пешка · f5 чёрная пешка · b4 чёрный слон · d4 чёрный конь · g4 белый ферзь · c3 белый конь · a2 белая пешка · b2 белая пешка · f2 белая пешка · g2 белая пешка · a1 белая ладья · c1 белый слон · e1 белый король · h1 белая ладья | a8 чёрная ладья · c8 чёрный слон · d8 чёрный ферзь · f8 чёрная ладья · a7 чёрная пешка · b7 чёрная пешка · e7 чёрный конь · e6 белый конь · g6 белая пешка · h6 чёрный король · d5 чёрная пешка · e5 белая пешка · f5 чёрная пешка · b4 чёрный слон · d4 чёрный конь · g4 белый ферзь · c3 белый конь · a2 белая пешка · b2 белая пешка · f2 белая пешка · g2 белая пешка · a1 белая ладья · c1 белый слон · e1 белый король · h1 белая ладья | 7 |
| 6 | a8 чёрная ладья · c8 чёрный слон · d8 чёрный ферзь · f8 чёрная ладья · a7 чёрная пешка · b7 чёрная пешка · e7 чёрный конь · e6 белый конь · g6 белая пешка · h6 чёрный король · d5 чёрная пешка · e5 белая пешка · f5 чёрная пешка · b4 чёрный слон · d4 чёрный конь · g4 белый ферзь · c3 белый конь · a2 белая пешка · b2 белая пешка · f2 белая пешка · g2 белая пешка · a1 белая ладья · c1 белый слон · e1 белый король · h1 белая ладья | a8 чёрная ладья · c8 чёрный слон · d8 чёрный ферзь · f8 чёрная ладья · a7 чёрная пешка · b7 чёрная пешка · e7 чёрный конь · e6 белый конь · g6 белая пешка · h6 чёрный король · d5 чёрная пешка · e5 белая пешка · f5 чёрная пешка · b4 чёрный слон · d4 чёрный конь · g4 белый ферзь · c3 белый конь · a2 белая пешка · b2 белая пешка · f2 белая пешка · g2 белая пешка · a1 белая ладья · c1 белый слон · e1 белый король · h1 белая ладья | a8 чёрная ладья · c8 чёрный слон · d8 чёрный ферзь · f8 чёрная ладья · a7 чёрная пешка · b7 чёрная пешка · e7 чёрный конь · e6 белый конь · g6 белая пешка · h6 чёрный король · d5 чёрная пешка · e5 белая пешка · f5 чёрная пешка · b4 чёрный слон · d4 чёрный конь · g4 белый ферзь · c3 белый конь · a2 белая пешка · b2 белая пешка · f2 белая пешка · g2 белая пешка · a1 белая ладья · c1 белый слон · e1 белый король · h1 белая ладья | a8 чёрная ладья · c8 чёрный слон · d8 чёрный ферзь · f8 чёрная ладья · a7 чёрная пешка · b7 чёрная пешка · e7 чёрный конь · e6 белый конь · g6 белая пешка · h6 чёрный король · d5 чёрная пешка · e5 белая пешка · f5 чёрная пешка · b4 чёрный слон · d4 чёрный конь · g4 белый ферзь · c3 белый конь · a2 белая пешка · b2 белая пешка · f2 белая пешка · g2 белая пешка · a1 белая ладья · c1 белый слон · e1 белый король · h1 белая ладья | a8 чёрная ладья · c8 чёрный слон · d8 чёрный ферзь · f8 чёрная ладья · a7 чёрная пешка · b7 чёрная пешка · e7 чёрный конь · e6 белый конь · g6 белая пешка · h6 чёрный король · d5 чёрная пешка · e5 белая пешка · f5 чёрная пешка · b4 чёрный слон · d4 чёрный конь · g4 белый ферзь · c3 белый конь · a2 белая пешка · b2 белая пешка · f2 белая пешка · g2 белая пешка · a1 белая ладья · c1 белый слон · e1 белый король · h1 белая ладья | a8 чёрная ладья · c8 чёрный слон · d8 чёрный ферзь · f8 чёрная ладья · a7 чёрная пешка · b7 чёрная пешка · e7 чёрный конь · e6 белый конь · g6 белая пешка · h6 чёрный король · d5 чёрная пешка · e5 белая пешка · f5 чёрная пешка · b4 чёрный слон · d4 чёрный конь · g4 белый ферзь · c3 белый конь · a2 белая пешка · b2 белая пешка · f2 белая пешка · g2 белая пешка · a1 белая ладья · c1 белый слон · e1 белый король · h1 белая ладья | a8 чёрная ладья · c8 чёрный слон · d8 чёрный ферзь · f8 чёрная ладья · a7 чёрная пешка · b7 чёрная пешка · e7 чёрный конь · e6 белый конь · g6 белая пешка · h6 чёрный король · d5 чёрная пешка · e5 белая пешка · f5 чёрная пешка · b4 чёрный слон · d4 чёрный конь · g4 белый ферзь · c3 белый конь · a2 белая пешка · b2 белая пешка · f2 белая пешка · g2 белая пешка · a1 белая ладья · c1 белый слон · e1 белый король · h1 белая ладья | a8 чёрная ладья · c8 чёрный слон · d8 чёрный ферзь · f8 чёрная ладья · a7 чёрная пешка · b7 чёрная пешка · e7 чёрный конь · e6 белый конь · g6 белая пешка · h6 чёрный король · d5 чёрная пешка · e5 белая пешка · f5 чёрная пешка · b4 чёрный слон · d4 чёрный конь · g4 белый ферзь · c3 белый конь · a2 белая пешка · b2 белая пешка · f2 белая пешка · g2 белая пешка · a1 белая ладья · c1 белый слон · e1 белый король · h1 белая ладья | 6 |
| 5 | a8 чёрная ладья · c8 чёрный слон · d8 чёрный ферзь · f8 чёрная ладья · a7 чёрная пешка · b7 чёрная пешка · e7 чёрный конь · e6 белый конь · g6 белая пешка · h6 чёрный король · d5 чёрная пешка · e5 белая пешка · f5 чёрная пешка · b4 чёрный слон · d4 чёрный конь · g4 белый ферзь · c3 белый конь · a2 белая пешка · b2 белая пешка · f2 белая пешка · g2 белая пешка · a1 белая ладья · c1 белый слон · e1 белый король · h1 белая ладья | a8 чёрная ладья · c8 чёрный слон · d8 чёрный ферзь · f8 чёрная ладья · a7 чёрная пешка · b7 чёрная пешка · e7 чёрный конь · e6 белый конь · g6 белая пешка · h6 чёрный король · d5 чёрная пешка · e5 белая пешка · f5 чёрная пешка · b4 чёрный слон · d4 чёрный конь · g4 белый ферзь · c3 белый конь · a2 белая пешка · b2 белая пешка · f2 белая пешка · g2 белая пешка · a1 белая ладья · c1 белый слон · e1 белый король · h1 белая ладья | a8 чёрная ладья · c8 чёрный слон · d8 чёрный ферзь · f8 чёрная ладья · a7 чёрная пешка · b7 чёрная пешка · e7 чёрный конь · e6 белый конь · g6 белая пешка · h6 чёрный король · d5 чёрная пешка · e5 белая пешка · f5 чёрная пешка · b4 чёрный слон · d4 чёрный конь · g4 белый ферзь · c3 белый конь · a2 белая пешка · b2 белая пешка · f2 белая пешка · g2 белая пешка · a1 белая ладья · c1 белый слон · e1 белый король · h1 белая ладья | a8 чёрная ладья · c8 чёрный слон · d8 чёрный ферзь · f8 чёрная ладья · a7 чёрная пешка · b7 чёрная пешка · e7 чёрный конь · e6 белый конь · g6 белая пешка · h6 чёрный король · d5 чёрная пешка · e5 белая пешка · f5 чёрная пешка · b4 чёрный слон · d4 чёрный конь · g4 белый ферзь · c3 белый конь · a2 белая пешка · b2 белая пешка · f2 белая пешка · g2 белая пешка · a1 белая ладья · c1 белый слон · e1 белый король · h1 белая ладья | a8 чёрная ладья · c8 чёрный слон · d8 чёрный ферзь · f8 чёрная ладья · a7 чёрная пешка · b7 чёрная пешка · e7 чёрный конь · e6 белый конь · g6 белая пешка · h6 чёрный король · d5 чёрная пешка · e5 белая пешка · f5 чёрная пешка · b4 чёрный слон · d4 чёрный конь · g4 белый ферзь · c3 белый конь · a2 белая пешка · b2 белая пешка · f2 белая пешка · g2 белая пешка · a1 белая ладья · c1 белый слон · e1 белый король · h1 белая ладья | a8 чёрная ладья · c8 чёрный слон · d8 чёрный ферзь · f8 чёрная ладья · a7 чёрная пешка · b7 чёрная пешка · e7 чёрный конь · e6 белый конь · g6 белая пешка · h6 чёрный король · d5 чёрная пешка · e5 белая пешка · f5 чёрная пешка · b4 чёрный слон · d4 чёрный конь · g4 белый ферзь · c3 белый конь · a2 белая пешка · b2 белая пешка · f2 белая пешка · g2 белая пешка · a1 белая ладья · c1 белый слон · e1 белый король · h1 белая ладья | a8 чёрная ладья · c8 чёрный слон · d8 чёрный ферзь · f8 чёрная ладья · a7 чёрная пешка · b7 чёрная пешка · e7 чёрный конь · e6 белый конь · g6 белая пешка · h6 чёрный король · d5 чёрная пешка · e5 белая пешка · f5 чёрная пешка · b4 чёрный слон · d4 чёрный конь · g4 белый ферзь · c3 белый конь · a2 белая пешка · b2 белая пешка · f2 белая пешка · g2 белая пешка · a1 белая ладья · c1 белый слон · e1 белый король · h1 белая ладья | a8 чёрная ладья · c8 чёрный слон · d8 чёрный ферзь · f8 чёрная ладья · a7 чёрная пешка · b7 чёрная пешка · e7 чёрный конь · e6 белый конь · g6 белая пешка · h6 чёрный король · d5 чёрная пешка · e5 белая пешка · f5 чёрная пешка · b4 чёрный слон · d4 чёрный конь · g4 белый ферзь · c3 белый конь · a2 белая пешка · b2 белая пешка · f2 белая пешка · g2 белая пешка · a1 белая ладья · c1 белый слон · e1 белый король · h1 белая ладья | 5 |
| 4 | a8 чёрная ладья · c8 чёрный слон · d8 чёрный ферзь · f8 чёрная ладья · a7 чёрная пешка · b7 чёрная пешка · e7 чёрный конь · e6 белый конь · g6 белая пешка · h6 чёрный король · d5 чёрная пешка · e5 белая пешка · f5 чёрная пешка · b4 чёрный слон · d4 чёрный конь · g4 белый ферзь · c3 белый конь · a2 белая пешка · b2 белая пешка · f2 белая пешка · g2 белая пешка · a1 белая ладья · c1 белый слон · e1 белый король · h1 белая ладья | a8 чёрная ладья · c8 чёрный слон · d8 чёрный ферзь · f8 чёрная ладья · a7 чёрная пешка · b7 чёрная пешка · e7 чёрный конь · e6 белый конь · g6 белая пешка · h6 чёрный король · d5 чёрная пешка · e5 белая пешка · f5 чёрная пешка · b4 чёрный слон · d4 чёрный конь · g4 белый ферзь · c3 белый конь · a2 белая пешка · b2 белая пешка · f2 белая пешка · g2 белая пешка · a1 белая ладья · c1 белый слон · e1 белый король · h1 белая ладья | a8 чёрная ладья · c8 чёрный слон · d8 чёрный ферзь · f8 чёрная ладья · a7 чёрная пешка · b7 чёрная пешка · e7 чёрный конь · e6 белый конь · g6 белая пешка · h6 чёрный король · d5 чёрная пешка · e5 белая пешка · f5 чёрная пешка · b4 чёрный слон · d4 чёрный конь · g4 белый ферзь · c3 белый конь · a2 белая пешка · b2 белая пешка · f2 белая пешка · g2 белая пешка · a1 белая ладья · c1 белый слон · e1 белый король · h1 белая ладья | a8 чёрная ладья · c8 чёрный слон · d8 чёрный ферзь · f8 чёрная ладья · a7 чёрная пешка · b7 чёрная пешка · e7 чёрный конь · e6 белый конь · g6 белая пешка · h6 чёрный король · d5 чёрная пешка · e5 белая пешка · f5 чёрная пешка · b4 чёрный слон · d4 чёрный конь · g4 белый ферзь · c3 белый конь · a2 белая пешка · b2 белая пешка · f2 белая пешка · g2 белая пешка · a1 белая ладья · c1 белый слон · e1 белый король · h1 белая ладья | a8 чёрная ладья · c8 чёрный слон · d8 чёрный ферзь · f8 чёрная ладья · a7 чёрная пешка · b7 чёрная пешка · e7 чёрный конь · e6 белый конь · g6 белая пешка · h6 чёрный король · d5 чёрная пешка · e5 белая пешка · f5 чёрная пешка · b4 чёрный слон · d4 чёрный конь · g4 белый ферзь · c3 белый конь · a2 белая пешка · b2 белая пешка · f2 белая пешка · g2 белая пешка · a1 белая ладья · c1 белый слон · e1 белый король · h1 белая ладья | a8 чёрная ладья · c8 чёрный слон · d8 чёрный ферзь · f8 чёрная ладья · a7 чёрная пешка · b7 чёрная пешка · e7 чёрный конь · e6 белый конь · g6 белая пешка · h6 чёрный король · d5 чёрная пешка · e5 белая пешка · f5 чёрная пешка · b4 чёрный слон · d4 чёрный конь · g4 белый ферзь · c3 белый конь · a2 белая пешка · b2 белая пешка · f2 белая пешка · g2 белая пешка · a1 белая ладья · c1 белый слон · e1 белый король · h1 белая ладья | a8 чёрная ладья · c8 чёрный слон · d8 чёрный ферзь · f8 чёрная ладья · a7 чёрная пешка · b7 чёрная пешка · e7 чёрный конь · e6 белый конь · g6 белая пешка · h6 чёрный король · d5 чёрная пешка · e5 белая пешка · f5 чёрная пешка · b4 чёрный слон · d4 чёрный конь · g4 белый ферзь · c3 белый конь · a2 белая пешка · b2 белая пешка · f2 белая пешка · g2 белая пешка · a1 белая ладья · c1 белый слон · e1 белый король · h1 белая ладья | a8 чёрная ладья · c8 чёрный слон · d8 чёрный ферзь · f8 чёрная ладья · a7 чёрная пешка · b7 чёрная пешка · e7 чёрный конь · e6 белый конь · g6 белая пешка · h6 чёрный король · d5 чёрная пешка · e5 белая пешка · f5 чёрная пешка · b4 чёрный слон · d4 чёрный конь · g4 белый ферзь · c3 белый конь · a2 белая пешка · b2 белая пешка · f2 белая пешка · g2 белая пешка · a1 белая ладья · c1 белый слон · e1 белый король · h1 белая ладья | 4 |
| 3 | a8 чёрная ладья · c8 чёрный слон · d8 чёрный ферзь · f8 чёрная ладья · a7 чёрная пешка · b7 чёрная пешка · e7 чёрный конь · e6 белый конь · g6 белая пешка · h6 чёрный король · d5 чёрная пешка · e5 белая пешка · f5 чёрная пешка · b4 чёрный слон · d4 чёрный конь · g4 белый ферзь · c3 белый конь · a2 белая пешка · b2 белая пешка · f2 белая пешка · g2 белая пешка · a1 белая ладья · c1 белый слон · e1 белый король · h1 белая ладья | a8 чёрная ладья · c8 чёрный слон · d8 чёрный ферзь · f8 чёрная ладья · a7 чёрная пешка · b7 чёрная пешка · e7 чёрный конь · e6 белый конь · g6 белая пешка · h6 чёрный король · d5 чёрная пешка · e5 белая пешка · f5 чёрная пешка · b4 чёрный слон · d4 чёрный конь · g4 белый ферзь · c3 белый конь · a2 белая пешка · b2 белая пешка · f2 белая пешка · g2 белая пешка · a1 белая ладья · c1 белый слон · e1 белый король · h1 белая ладья | a8 чёрная ладья · c8 чёрный слон · d8 чёрный ферзь · f8 чёрная ладья · a7 чёрная пешка · b7 чёрная пешка · e7 чёрный конь · e6 белый конь · g6 белая пешка · h6 чёрный король · d5 чёрная пешка · e5 белая пешка · f5 чёрная пешка · b4 чёрный слон · d4 чёрный конь · g4 белый ферзь · c3 белый конь · a2 белая пешка · b2 белая пешка · f2 белая пешка · g2 белая пешка · a1 белая ладья · c1 белый слон · e1 белый король · h1 белая ладья | a8 чёрная ладья · c8 чёрный слон · d8 чёрный ферзь · f8 чёрная ладья · a7 чёрная пешка · b7 чёрная пешка · e7 чёрный конь · e6 белый конь · g6 белая пешка · h6 чёрный король · d5 чёрная пешка · e5 белая пешка · f5 чёрная пешка · b4 чёрный слон · d4 чёрный конь · g4 белый ферзь · c3 белый конь · a2 белая пешка · b2 белая пешка · f2 белая пешка · g2 белая пешка · a1 белая ладья · c1 белый слон · e1 белый король · h1 белая ладья | a8 чёрная ладья · c8 чёрный слон · d8 чёрный ферзь · f8 чёрная ладья · a7 чёрная пешка · b7 чёрная пешка · e7 чёрный конь · e6 белый конь · g6 белая пешка · h6 чёрный король · d5 чёрная пешка · e5 белая пешка · f5 чёрная пешка · b4 чёрный слон · d4 чёрный конь · g4 белый ферзь · c3 белый конь · a2 белая пешка · b2 белая пешка · f2 белая пешка · g2 белая пешка · a1 белая ладья · c1 белый слон · e1 белый король · h1 белая ладья | a8 чёрная ладья · c8 чёрный слон · d8 чёрный ферзь · f8 чёрная ладья · a7 чёрная пешка · b7 чёрная пешка · e7 чёрный конь · e6 белый конь · g6 белая пешка · h6 чёрный король · d5 чёрная пешка · e5 белая пешка · f5 чёрная пешка · b4 чёрный слон · d4 чёрный конь · g4 белый ферзь · c3 белый конь · a2 белая пешка · b2 белая пешка · f2 белая пешка · g2 белая пешка · a1 белая ладья · c1 белый слон · e1 белый король · h1 белая ладья | a8 чёрная ладья · c8 чёрный слон · d8 чёрный ферзь · f8 чёрная ладья · a7 чёрная пешка · b7 чёрная пешка · e7 чёрный конь · e6 белый конь · g6 белая пешка · h6 чёрный король · d5 чёрная пешка · e5 белая пешка · f5 чёрная пешка · b4 чёрный слон · d4 чёрный конь · g4 белый ферзь · c3 белый конь · a2 белая пешка · b2 белая пешка · f2 белая пешка · g2 белая пешка · a1 белая ладья · c1 белый слон · e1 белый король · h1 белая ладья | a8 чёрная ладья · c8 чёрный слон · d8 чёрный ферзь · f8 чёрная ладья · a7 чёрная пешка · b7 чёрная пешка · e7 чёрный конь · e6 белый конь · g6 белая пешка · h6 чёрный король · d5 чёрная пешка · e5 белая пешка · f5 чёрная пешка · b4 чёрный слон · d4 чёрный конь · g4 белый ферзь · c3 белый конь · a2 белая пешка · b2 белая пешка · f2 белая пешка · g2 белая пешка · a1 белая ладья · c1 белый слон · e1 белый король · h1 белая ладья | 3 |
| 2 | a8 чёрная ладья · c8 чёрный слон · d8 чёрный ферзь · f8 чёрная ладья · a7 чёрная пешка · b7 чёрная пешка · e7 чёрный конь · e6 белый конь · g6 белая пешка · h6 чёрный король · d5 чёрная пешка · e5 белая пешка · f5 чёрная пешка · b4 чёрный слон · d4 чёрный конь · g4 белый ферзь · c3 белый конь · a2 белая пешка · b2 белая пешка · f2 белая пешка · g2 белая пешка · a1 белая ладья · c1 белый слон · e1 белый король · h1 белая ладья | a8 чёрная ладья · c8 чёрный слон · d8 чёрный ферзь · f8 чёрная ладья · a7 чёрная пешка · b7 чёрная пешка · e7 чёрный конь · e6 белый конь · g6 белая пешка · h6 чёрный король · d5 чёрная пешка · e5 белая пешка · f5 чёрная пешка · b4 чёрный слон · d4 чёрный конь · g4 белый ферзь · c3 белый конь · a2 белая пешка · b2 белая пешка · f2 белая пешка · g2 белая пешка · a1 белая ладья · c1 белый слон · e1 белый король · h1 белая ладья | a8 чёрная ладья · c8 чёрный слон · d8 чёрный ферзь · f8 чёрная ладья · a7 чёрная пешка · b7 чёрная пешка · e7 чёрный конь · e6 белый конь · g6 белая пешка · h6 чёрный король · d5 чёрная пешка · e5 белая пешка · f5 чёрная пешка · b4 чёрный слон · d4 чёрный конь · g4 белый ферзь · c3 белый конь · a2 белая пешка · b2 белая пешка · f2 белая пешка · g2 белая пешка · a1 белая ладья · c1 белый слон · e1 белый король · h1 белая ладья | a8 чёрная ладья · c8 чёрный слон · d8 чёрный ферзь · f8 чёрная ладья · a7 чёрная пешка · b7 чёрная пешка · e7 чёрный конь · e6 белый конь · g6 белая пешка · h6 чёрный король · d5 чёрная пешка · e5 белая пешка · f5 чёрная пешка · b4 чёрный слон · d4 чёрный конь · g4 белый ферзь · c3 белый конь · a2 белая пешка · b2 белая пешка · f2 белая пешка · g2 белая пешка · a1 белая ладья · c1 белый слон · e1 белый король · h1 белая ладья | a8 чёрная ладья · c8 чёрный слон · d8 чёрный ферзь · f8 чёрная ладья · a7 чёрная пешка · b7 чёрная пешка · e7 чёрный конь · e6 белый конь · g6 белая пешка · h6 чёрный король · d5 чёрная пешка · e5 белая пешка · f5 чёрная пешка · b4 чёрный слон · d4 чёрный конь · g4 белый ферзь · c3 белый конь · a2 белая пешка · b2 белая пешка · f2 белая пешка · g2 белая пешка · a1 белая ладья · c1 белый слон · e1 белый король · h1 белая ладья | a8 чёрная ладья · c8 чёрный слон · d8 чёрный ферзь · f8 чёрная ладья · a7 чёрная пешка · b7 чёрная пешка · e7 чёрный конь · e6 белый конь · g6 белая пешка · h6 чёрный король · d5 чёрная пешка · e5 белая пешка · f5 чёрная пешка · b4 чёрный слон · d4 чёрный конь · g4 белый ферзь · c3 белый конь · a2 белая пешка · b2 белая пешка · f2 белая пешка · g2 белая пешка · a1 белая ладья · c1 белый слон · e1 белый король · h1 белая ладья | a8 чёрная ладья · c8 чёрный слон · d8 чёрный ферзь · f8 чёрная ладья · a7 чёрная пешка · b7 чёрная пешка · e7 чёрный конь · e6 белый конь · g6 белая пешка · h6 чёрный король · d5 чёрная пешка · e5 белая пешка · f5 чёрная пешка · b4 чёрный слон · d4 чёрный конь · g4 белый ферзь · c3 белый конь · a2 белая пешка · b2 белая пешка · f2 белая пешка · g2 белая пешка · a1 белая ладья · c1 белый слон · e1 белый король · h1 белая ладья | a8 чёрная ладья · c8 чёрный слон · d8 чёрный ферзь · f8 чёрная ладья · a7 чёрная пешка · b7 чёрная пешка · e7 чёрный конь · e6 белый конь · g6 белая пешка · h6 чёрный король · d5 чёрная пешка · e5 белая пешка · f5 чёрная пешка · b4 чёрный слон · d4 чёрный конь · g4 белый ферзь · c3 белый конь · a2 белая пешка · b2 белая пешка · f2 белая пешка · g2 белая пешка · a1 белая ладья · c1 белый слон · e1 белый король · h1 белая ладья | 2 |
| 1 | a8 чёрная ладья · c8 чёрный слон · d8 чёрный ферзь · f8 чёрная ладья · a7 чёрная пешка · b7 чёрная пешка · e7 чёрный конь · e6 белый конь · g6 белая пешка · h6 чёрный король · d5 чёрная пешка · e5 белая пешка · f5 чёрная пешка · b4 чёрный слон · d4 чёрный конь · g4 белый ферзь · c3 белый конь · a2 белая пешка · b2 белая пешка · f2 белая пешка · g2 белая пешка · a1 белая ладья · c1 белый слон · e1 белый король · h1 белая ладья | a8 чёрная ладья · c8 чёрный слон · d8 чёрный ферзь · f8 чёрная ладья · a7 чёрная пешка · b7 чёрная пешка · e7 чёрный конь · e6 белый конь · g6 белая пешка · h6 чёрный король · d5 чёрная пешка · e5 белая пешка · f5 чёрная пешка · b4 чёрный слон · d4 чёрный конь · g4 белый ферзь · c3 белый конь · a2 белая пешка · b2 белая пешка · f2 белая пешка · g2 белая пешка · a1 белая ладья · c1 белый слон · e1 белый король · h1 белая ладья | a8 чёрная ладья · c8 чёрный слон · d8 чёрный ферзь · f8 чёрная ладья · a7 чёрная пешка · b7 чёрная пешка · e7 чёрный конь · e6 белый конь · g6 белая пешка · h6 чёрный король · d5 чёрная пешка · e5 белая пешка · f5 чёрная пешка · b4 чёрный слон · d4 чёрный конь · g4 белый ферзь · c3 белый конь · a2 белая пешка · b2 белая пешка · f2 белая пешка · g2 белая пешка · a1 белая ладья · c1 белый слон · e1 белый король · h1 белая ладья | a8 чёрная ладья · c8 чёрный слон · d8 чёрный ферзь · f8 чёрная ладья · a7 чёрная пешка · b7 чёрная пешка · e7 чёрный конь · e6 белый конь · g6 белая пешка · h6 чёрный король · d5 чёрная пешка · e5 белая пешка · f5 чёрная пешка · b4 чёрный слон · d4 чёрный конь · g4 белый ферзь · c3 белый конь · a2 белая пешка · b2 белая пешка · f2 белая пешка · g2 белая пешка · a1 белая ладья · c1 белый слон · e1 белый король · h1 белая ладья | a8 чёрная ладья · c8 чёрный слон · d8 чёрный ферзь · f8 чёрная ладья · a7 чёрная пешка · b7 чёрная пешка · e7 чёрный конь · e6 белый конь · g6 белая пешка · h6 чёрный король · d5 чёрная пешка · e5 белая пешка · f5 чёрная пешка · b4 чёрный слон · d4 чёрный конь · g4 белый ферзь · c3 белый конь · a2 белая пешка · b2 белая пешка · f2 белая пешка · g2 белая пешка · a1 белая ладья · c1 белый слон · e1 белый король · h1 белая ладья | a8 чёрная ладья · c8 чёрный слон · d8 чёрный ферзь · f8 чёрная ладья · a7 чёрная пешка · b7 чёрная пешка · e7 чёрный конь · e6 белый конь · g6 белая пешка · h6 чёрный король · d5 чёрная пешка · e5 белая пешка · f5 чёрная пешка · b4 чёрный слон · d4 чёрный конь · g4 белый ферзь · c3 белый конь · a2 белая пешка · b2 белая пешка · f2 белая пешка · g2 белая пешка · a1 белая ладья · c1 белый слон · e1 белый король · h1 белая ладья | a8 чёрная ладья · c8 чёрный слон · d8 чёрный ферзь · f8 чёрная ладья · a7 чёрная пешка · b7 чёрная пешка · e7 чёрный конь · e6 белый конь · g6 белая пешка · h6 чёрный король · d5 чёрная пешка · e5 белая пешка · f5 чёрная пешка · b4 чёрный слон · d4 чёрный конь · g4 белый ферзь · c3 белый конь · a2 белая пешка · b2 белая пешка · f2 белая пешка · g2 белая пешка · a1 белая ладья · c1 белый слон · e1 белый король · h1 белая ладья | a8 чёрная ладья · c8 чёрный слон · d8 чёрный ферзь · f8 чёрная ладья · a7 чёрная пешка · b7 чёрная пешка · e7 чёрный конь · e6 белый конь · g6 белая пешка · h6 чёрный король · d5 чёрная пешка · e5 белая пешка · f5 чёрная пешка · b4 чёрный слон · d4 чёрный конь · g4 белый ферзь · c3 белый конь · a2 белая пешка · b2 белая пешка · f2 белая пешка · g2 белая пешка · a1 белая ладья · c1 белый слон · e1 белый король · h1 белая ладья | 1 |
|   | a | b | c | d | e | f | g | h |   |

В 1928 году в Австралии прошла интересная встреча между Гуннаром Гундерсеном и Альбертом Фолом (англ. Albert H. Faul). Мастер по шахматам Гундерсен оригинально использовал приём взятия на проходе на 15-м ходу после 14… g7—g5, объявив мат:
13. h5+ Kph6
14. К:e6+ g5
15. hg e.p.×

## В шахматной композиции
|   | a | b | c | d | e | f | g | h |   |
| - | --- | --- | --- | --- | --- | --- | --- | --- | - |
| 8 | h8 белая ладья · h7 чёрная пешка · f6 белая пешка · h6 чёрный король · e5 белая пешка · f5 белый король · g5 чёрная пешка · h5 белая пешка | h8 белая ладья · h7 чёрная пешка · f6 белая пешка · h6 чёрный король · e5 белая пешка · f5 белый король · g5 чёрная пешка · h5 белая пешка | h8 белая ладья · h7 чёрная пешка · f6 белая пешка · h6 чёрный король · e5 белая пешка · f5 белый король · g5 чёрная пешка · h5 белая пешка | h8 белая ладья · h7 чёрная пешка · f6 белая пешка · h6 чёрный король · e5 белая пешка · f5 белый король · g5 чёрная пешка · h5 белая пешка | h8 белая ладья · h7 чёрная пешка · f6 белая пешка · h6 чёрный король · e5 белая пешка · f5 белый король · g5 чёрная пешка · h5 белая пешка | h8 белая ладья · h7 чёрная пешка · f6 белая пешка · h6 чёрный король · e5 белая пешка · f5 белый король · g5 чёрная пешка · h5 белая пешка | h8 белая ладья · h7 чёрная пешка · f6 белая пешка · h6 чёрный король · e5 белая пешка · f5 белый король · g5 чёрная пешка · h5 белая пешка | h8 белая ладья · h7 чёрная пешка · f6 белая пешка · h6 чёрный король · e5 белая пешка · f5 белый король · g5 чёрная пешка · h5 белая пешка | 8 |
| 7 | h8 белая ладья · h7 чёрная пешка · f6 белая пешка · h6 чёрный король · e5 белая пешка · f5 белый король · g5 чёрная пешка · h5 белая пешка | h8 белая ладья · h7 чёрная пешка · f6 белая пешка · h6 чёрный король · e5 белая пешка · f5 белый король · g5 чёрная пешка · h5 белая пешка | h8 белая ладья · h7 чёрная пешка · f6 белая пешка · h6 чёрный король · e5 белая пешка · f5 белый король · g5 чёрная пешка · h5 белая пешка | h8 белая ладья · h7 чёрная пешка · f6 белая пешка · h6 чёрный король · e5 белая пешка · f5 белый король · g5 чёрная пешка · h5 белая пешка | h8 белая ладья · h7 чёрная пешка · f6 белая пешка · h6 чёрный король · e5 белая пешка · f5 белый король · g5 чёрная пешка · h5 белая пешка | h8 белая ладья · h7 чёрная пешка · f6 белая пешка · h6 чёрный король · e5 белая пешка · f5 белый король · g5 чёрная пешка · h5 белая пешка | h8 белая ладья · h7 чёрная пешка · f6 белая пешка · h6 чёрный король · e5 белая пешка · f5 белый король · g5 чёрная пешка · h5 белая пешка | h8 белая ладья · h7 чёрная пешка · f6 белая пешка · h6 чёрный король · e5 белая пешка · f5 белый король · g5 чёрная пешка · h5 белая пешка | 7 |
| 6 | h8 белая ладья · h7 чёрная пешка · f6 белая пешка · h6 чёрный король · e5 белая пешка · f5 белый король · g5 чёрная пешка · h5 белая пешка | h8 белая ладья · h7 чёрная пешка · f6 белая пешка · h6 чёрный король · e5 белая пешка · f5 белый король · g5 чёрная пешка · h5 белая пешка | h8 белая ладья · h7 чёрная пешка · f6 белая пешка · h6 чёрный король · e5 белая пешка · f5 белый король · g5 чёрная пешка · h5 белая пешка | h8 белая ладья · h7 чёрная пешка · f6 белая пешка · h6 чёрный король · e5 белая пешка · f5 белый король · g5 чёрная пешка · h5 белая пешка | h8 белая ладья · h7 чёрная пешка · f6 белая пешка · h6 чёрный король · e5 белая пешка · f5 белый король · g5 чёрная пешка · h5 белая пешка | h8 белая ладья · h7 чёрная пешка · f6 белая пешка · h6 чёрный король · e5 белая пешка · f5 белый король · g5 чёрная пешка · h5 белая пешка | h8 белая ладья · h7 чёрная пешка · f6 белая пешка · h6 чёрный король · e5 белая пешка · f5 белый король · g5 чёрная пешка · h5 белая пешка | h8 белая ладья · h7 чёрная пешка · f6 белая пешка · h6 чёрный король · e5 белая пешка · f5 белый король · g5 чёрная пешка · h5 белая пешка | 6 |
| 5 | h8 белая ладья · h7 чёрная пешка · f6 белая пешка · h6 чёрный король · e5 белая пешка · f5 белый король · g5 чёрная пешка · h5 белая пешка | h8 белая ладья · h7 чёрная пешка · f6 белая пешка · h6 чёрный король · e5 белая пешка · f5 белый король · g5 чёрная пешка · h5 белая пешка | h8 белая ладья · h7 чёрная пешка · f6 белая пешка · h6 чёрный король · e5 белая пешка · f5 белый король · g5 чёрная пешка · h5 белая пешка | h8 белая ладья · h7 чёрная пешка · f6 белая пешка · h6 чёрный король · e5 белая пешка · f5 белый король · g5 чёрная пешка · h5 белая пешка | h8 белая ладья · h7 чёрная пешка · f6 белая пешка · h6 чёрный король · e5 белая пешка · f5 белый король · g5 чёрная пешка · h5 белая пешка | h8 белая ладья · h7 чёрная пешка · f6 белая пешка · h6 чёрный король · e5 белая пешка · f5 белый король · g5 чёрная пешка · h5 белая пешка | h8 белая ладья · h7 чёрная пешка · f6 белая пешка · h6 чёрный король · e5 белая пешка · f5 белый король · g5 чёрная пешка · h5 белая пешка | h8 белая ладья · h7 чёрная пешка · f6 белая пешка · h6 чёрный король · e5 белая пешка · f5 белый король · g5 чёрная пешка · h5 белая пешка | 5 |
| 4 | h8 белая ладья · h7 чёрная пешка · f6 белая пешка · h6 чёрный король · e5 белая пешка · f5 белый король · g5 чёрная пешка · h5 белая пешка | h8 белая ладья · h7 чёрная пешка · f6 белая пешка · h6 чёрный король · e5 белая пешка · f5 белый король · g5 чёрная пешка · h5 белая пешка | h8 белая ладья · h7 чёрная пешка · f6 белая пешка · h6 чёрный король · e5 белая пешка · f5 белый король · g5 чёрная пешка · h5 белая пешка | h8 белая ладья · h7 чёрная пешка · f6 белая пешка · h6 чёрный король · e5 белая пешка · f5 белый король · g5 чёрная пешка · h5 белая пешка | h8 белая ладья · h7 чёрная пешка · f6 белая пешка · h6 чёрный король · e5 белая пешка · f5 белый король · g5 чёрная пешка · h5 белая пешка | h8 белая ладья · h7 чёрная пешка · f6 белая пешка · h6 чёрный король · e5 белая пешка · f5 белый король · g5 чёрная пешка · h5 белая пешка | h8 белая ладья · h7 чёрная пешка · f6 белая пешка · h6 чёрный король · e5 белая пешка · f5 белый король · g5 чёрная пешка · h5 белая пешка | h8 белая ладья · h7 чёрная пешка · f6 белая пешка · h6 чёрный король · e5 белая пешка · f5 белый король · g5 чёрная пешка · h5 белая пешка | 4 |
| 3 | h8 белая ладья · h7 чёрная пешка · f6 белая пешка · h6 чёрный король · e5 белая пешка · f5 белый король · g5 чёрная пешка · h5 белая пешка | h8 белая ладья · h7 чёрная пешка · f6 белая пешка · h6 чёрный король · e5 белая пешка · f5 белый король · g5 чёрная пешка · h5 белая пешка | h8 белая ладья · h7 чёрная пешка · f6 белая пешка · h6 чёрный король · e5 белая пешка · f5 белый король · g5 чёрная пешка · h5 белая пешка | h8 белая ладья · h7 чёрная пешка · f6 белая пешка · h6 чёрный король · e5 белая пешка · f5 белый король · g5 чёрная пешка · h5 белая пешка | h8 белая ладья · h7 чёрная пешка · f6 белая пешка · h6 чёрный король · e5 белая пешка · f5 белый король · g5 чёрная пешка · h5 белая пешка | h8 белая ладья · h7 чёрная пешка · f6 белая пешка · h6 чёрный король · e5 белая пешка · f5 белый король · g5 чёрная пешка · h5 белая пешка | h8 белая ладья · h7 чёрная пешка · f6 белая пешка · h6 чёрный король · e5 белая пешка · f5 белый король · g5 чёрная пешка · h5 белая пешка | h8 белая ладья · h7 чёрная пешка · f6 белая пешка · h6 чёрный король · e5 белая пешка · f5 белый король · g5 чёрная пешка · h5 белая пешка | 3 |
| 2 | h8 белая ладья · h7 чёрная пешка · f6 белая пешка · h6 чёрный король · e5 белая пешка · f5 белый король · g5 чёрная пешка · h5 белая пешка | h8 белая ладья · h7 чёрная пешка · f6 белая пешка · h6 чёрный король · e5 белая пешка · f5 белый король · g5 чёрная пешка · h5 белая пешка | h8 белая ладья · h7 чёрная пешка · f6 белая пешка · h6 чёрный король · e5 белая пешка · f5 белый король · g5 чёрная пешка · h5 белая пешка | h8 белая ладья · h7 чёрная пешка · f6 белая пешка · h6 чёрный король · e5 белая пешка · f5 белый король · g5 чёрная пешка · h5 белая пешка | h8 белая ладья · h7 чёрная пешка · f6 белая пешка · h6 чёрный король · e5 белая пешка · f5 белый король · g5 чёрная пешка · h5 белая пешка | h8 белая ладья · h7 чёрная пешка · f6 белая пешка · h6 чёрный король · e5 белая пешка · f5 белый король · g5 чёрная пешка · h5 белая пешка | h8 белая ладья · h7 чёрная пешка · f6 белая пешка · h6 чёрный король · e5 белая пешка · f5 белый король · g5 чёрная пешка · h5 белая пешка | h8 белая ладья · h7 чёрная пешка · f6 белая пешка · h6 чёрный король · e5 белая пешка · f5 белый король · g5 чёрная пешка · h5 белая пешка | 2 |
| 1 | h8 белая ладья · h7 чёрная пешка · f6 белая пешка · h6 чёрный король · e5 белая пешка · f5 белый король · g5 чёрная пешка · h5 белая пешка | h8 белая ладья · h7 чёрная пешка · f6 белая пешка · h6 чёрный король · e5 белая пешка · f5 белый король · g5 чёрная пешка · h5 белая пешка | h8 белая ладья · h7 чёрная пешка · f6 белая пешка · h6 чёрный король · e5 белая пешка · f5 белый король · g5 чёрная пешка · h5 белая пешка | h8 белая ладья · h7 чёрная пешка · f6 белая пешка · h6 чёрный король · e5 белая пешка · f5 белый король · g5 чёрная пешка · h5 белая пешка | h8 белая ладья · h7 чёрная пешка · f6 белая пешка · h6 чёрный король · e5 белая пешка · f5 белый король · g5 чёрная пешка · h5 белая пешка | h8 белая ладья · h7 чёрная пешка · f6 белая пешка · h6 чёрный король · e5 белая пешка · f5 белый король · g5 чёрная пешка · h5 белая пешка | h8 белая ладья · h7 чёрная пешка · f6 белая пешка · h6 чёрный король · e5 белая пешка · f5 белый король · g5 чёрная пешка · h5 белая пешка | h8 белая ладья · h7 чёрная пешка · f6 белая пешка · h6 чёрный король · e5 белая пешка · f5 белый король · g5 чёрная пешка · h5 белая пешка | 1 |
|   | a | b | c | d | e | f | g | h |   |

В шахматной композиции (в задачах и этюдах) решение может начинаться взятием на проходе в том и только в том случае, когда с помощью ретроанализа можно совершенно точно установить, что именно та пешка, которая предполагается быть взятой на проходе, только что двигалась на два поля со своей начальной позиции. То есть не должно существовать ни одной легальной партии, которая бы заканчивалась каким-либо другим ходом.
Последним ходом чёрных мог быть только 0… g7—g5, поскольку 0… g6—g5 невозможно из-за положения белого короля. Также невозможны предыдущие ходы 0… Kpg7—h6 и 0… Kpg6—h6.
Решение:
1. hg e.p. Kph5
2. Л:h7×